# Naziemna telewizja cyfrowa w Polsce
Naziemna telewizja cyfrowa w Polsce – system nadawania cyfrowego sygnału telewizyjnego na terenie Polski przez sieć nadajników naziemnych, zgodnego z międzynarodowym standardem DVB-T i DVB-T2.
Pierwsze regularnie działające nadajniki uruchomiono 30 września 2010 roku. Zakończenie pierwszej fazy wdrażania naziemnej telewizji cyfrowej w Polsce, zakładające uruchomienie trzech multipleksów (MUX) zaplanowane było na 1 października 2012 roku, a wyłączenie transmisji analogowej na 31 lipca 2013 roku (wyłączenie ostatnich nadajników analogowych nastąpiło ostatecznie 23 lipca 2013 roku). Po tym terminie zostały uruchomione kolejne multipleksy.
W czerwcu 2015 roku z naziemnej telewizji korzystało 15,9 miliona odbiorców, z czego dla 11,5 mln osób było to jedyne źródło dostępu do sygnału telewizyjnego.
Nowy standard DVB-T2 / HEVC
Wiosną 2022 roku w całym kraju nastąpiła zmiana standardu nadawania telewizji naziemnej na nowszy i bardziej efektywny standard DVB-T2/HEVC, gdzie HEVC (lub inaczej H.265) to nowy standard kompresji sygnału telewizyjnego. DVB-T2 to standard oferujący lepszą efektywność wykorzystania dostępnego pasma częstotliwości, który umożliwia m.in. nadawanie większej liczby programów telewizyjnych w wyższej jakości – wszystkie programy w ramach telewizji naziemnej będą nadawane w jakości HD, a niektóre nawet w Ultra HD. Przełączenia na nowy standard nadawania telewizji naziemnej DVB-T2/HEVC były realizowane w okresie od marca do czerwca 2022 r.

## Historia
Historia naziemnej telewizji cyfrowej w Polsce sięga 1996 roku, kiedy eksperci Państwowej Agencji Radiokomunikacyjnej (PAR) i Instytutu Łączności podjęli prace przygotowawcze do opracowania pierwszych planów sieci DVB-T w Polsce i uczestniczyli w przygotowaniach i ustaleniu zasad koordynacji międzynarodowej sieci DVB-T podczas Konferencji CEPT Chester'97. W roku 1997 z inicjatywy Telewizji Polskiej, zostało podpisane ponadto w Gdańsku porozumienie w sprawie telewizji cyfrowej w Polsce, którego celem było stworzenie podstaw do harmonijnego, zorientowanego na rynek rozwoju usług, cyfrowego przekazu telewizji, dźwięków towarzyszących i danych dodatkowych zgodnie z międzynarodowym systemem DVB. Pierwsze ukończone plany sieci DVB-T w Polsce (MUX1 i MUX2) zostały przekazane przez Instytut Łączności do Państwowej Agencji Radiokomunikacyjnej w roku 1998.
Pierwsza emisja testowa DVB-T została uruchomiona przez operatora, spółkę Emitel, w Warszawie 9 listopada 2001 roku. Później testy prowadzone były również we Wrocławiu, Rzeszowie, Wiśle, Rajczy, Poznaniu, Zielonej Górze, Gorzowie Wielkopolskim i Krakowie. Trwający kilka lat okres testów i przygotowań do wdrożenia naziemnej telewizji cyfrowej w Polsce dobiegł końca. Rozpoczęła się budowa sieci nadawczych i przygotowania do uruchomień komercyjnych w kolejnych województwach.
W celu uporządkowania procesu cyfryzacji na kontynencie europejskim w 2006 roku w Genewie odbyła się konferencja planistyczna (znana jako GE06), na której zatwierdzono plan podziału kanałów częstotliwości dla całego kontynentu. W wyniku ustaleń tej konferencji dla Polski przydzielono 8 niezależnych pokryć (multipleksów) DVB-T. Sześć w zakresie częstotliwości 470–790 MHz (kanały 21-60), jedno w zakresie 790–862 MHz (kanały 61-69) oraz jedno w zakresie 174–230 MHz (kanały 5/6-12). Ponieważ część częstotliwości przeznaczonych do wdrażania DVB-T było wykorzystywanych na potrzeby emisji analogowych, do czasu ich wyłączenia możliwe było uruchomienie dwóch ogólnopolskich multipleksów (MUX 1 i MUX 2) oraz jednego pokrywającego jedynie część kraju (MUX 3). Wdrożenie kolejnych sieci i rozszerzenie zasięgu istniejących było możliwe po wyłączeniu telewizji analogowych.
Wynikiem ustaleń międzynarodowych jest także decyzja o całkowitej likwidacji telewizji analogowej na terenie Europy najpóźniej do 2015 roku, w którym nastąpiło zaprzestanie ochrony prawnej emisji analogowych przed zakłóceniami. Każda administracja państwowa mogła niezależnie ustalić własny, wcześniejszy termin. W Polsce, na podstawie art. 4 ust. 1 ustawy o wdrożeniu naziemnej telewizji cyfrowej, emisja telewizji w sposób analogowy została zakończona do dnia 31 lipca 2013. W Polsce plan przejścia na odbiór cyfrowy monitorowała Krajowa Rada Radiofonii i Telewizji, jak również Urząd Komunikacji Elektronicznej.
Transmisja cyfrowa pozwala na większą efektywność wykorzystania częstotliwości radiowych, dzięki czemu możliwe jest m.in. zwiększenie oferty programowej i obniżenie kosztów nadawania pojedynczego programu. Dzięki telewizji cyfrowej rozwiną się też usługi dodatkowe, np. pay-per-view (płacenie za konkretny program) czy e-commerce (sprzedaż online). Możliwe będzie także m.in. wprowadzanie „kodów rodzicielskich” blokujących dzieciom dostęp do programów dla dorosłych.
W styczniu 2009 opublikowano „harmonogram cyfryzacji kraju”, w którym przyjęto wprowadzanie w Polsce DVB-T w 3 etapach i wyłączanie emisji analogowej w sześciu etapach. Planowane było uruchomienie 3 multipleksów (MUX) dla celów telewizji – nadających programy FTA (darmowe), każdy z nich miał posiadać pojemność 7 programów SDTV (z możliwością emisji HDTV). Kolejne multipleksy miały być przeznaczone dla telewizji mobilnej (czwarty) oraz dostarczania internetu.

### Ogólne MUX w Polsce
30 września 2009 nadawcy, których programy miały być emitowane w ramach MUX 1 otrzymali decyzje UKE uprawniające ich do korzystania z częstotliwości użytkowanych przez MUX 1. Zezwolenia zostały wydane na określony czas – od 30 września 2009 do:
- w przypadku TVP – do 31 lipca 2013 (czyli do daty planowanego uruchomienia MUX 3, do którego zostałyby przeniesione programy TVP)
- w przypadku: Telewizji Polsat SA, TVN SA, Polskie Media SA i Telewizji Puls Sp. z o.o. do 29 września 2024 r.

Wręczenie decyzji miało charakter jedynie symboliczny, gdyż zakładany w styczniowym harmonogramie termin rozpoczęcia emisji (czyli wrzesień 2009) nie został dotrzymany. Najważniejszą przyczyną opóźnienia było stwierdzenie, iż umowa o emisji cyfrowej zawarta przez TVP z TP EmiTel została zawarta z naruszeniem Prawa zamówień publicznych. 18 listopada 2009 r. Prezes UKE, Anna Streżyńska poinformowała, że opóźnienie przy uruchamianiu pierwszego MUX sięgnie prawdopodobnie około roku.
Pod koniec kwietnia 2010 TP SA poinformowała o podpisaniu umowy, w ramach której spółka Emitel ma przez 10 lat świadczyć TVP usługi nadawcze multipleksu DVB-T.
24 maja 2010 r. KRRiT przyjęła uchwałę o migracji i zagospodarowaniu drugiego multipleksu. Potwierdzono w niej przedstawioną w styczniu koncepcję, iż drugi multipleks będzie uruchamiany przez nadawców komercyjnych – Polsat, TVN, TV Puls, TV4 a każdy z nich będzie mógł nadawać po dwa programy.
7 czerwca 2010 r. w wystąpieniu przewodniczącego KRRiT Witolda Kołodziejskiego podano bardziej szczegółowe plany odnośnie zagospodarowania miejsca na trzech multipleksach:
- MUX 1 – TVP1, TVP2, TVP Info oraz 4 programy, które wygrają planowany konkurs,
- MUX 2 – zgodnie z planami z maja 2010, tj. Polsat, TVN, TV Puls, TV 4, każdy z nich będzie mógł nadawać po dwa programy,
- MUX 3 – przeznaczony w całości dla TVP (planowane: TVP HD, TVP Sport, TVP Historia i TVP Kultura[9]).

8 lipca 2010 r. Anna Streżyńska potwierdziła, że naziemna telewizja cyfrowa rozpocznie nadawanie we wrześniu 2010 roku, zaś do uruchomienia procesu niezbędna jest publikacja ogłoszeń koncesyjnych przez Rządowe Centrum Legislacji. Dopiero po publikacji ogłoszeń przez RCL, KRRiT będzie mogła przydzielić miejsca na multipleksach, a UKE przyznać następnie częstotliwości radiowe. W wypowiedzi potwierdzono plany zagospodarowania miejsca na multipleksach przedstawione w czerwcu 2010 przez KRRiT, dodatkowo stwierdzono, iż w momencie startu trzeciego multipleksu zostaną na niego przeniesione: TVP1, TVP2 i TVP Info, a zwolnione po nich miejsca na pierwszym multipleksie zostaną przeznaczona na 3 programy tematyczne TVP. Łącznie telewizja publiczna będzie miała możliwość nadawania 11 programów w SD lub 5 w HD, o czym sama zdecyduje.
16 lipca 2010 Gazeta Wyborcza przedstawiła hipotezę, iż opóźnianie przez Rządowe Centrum Legislacji opublikowania nadesłanych 11 czerwca 2010 przez KRRiT ogłoszeń w sprawie uruchomienia Naziemnej Telewizji Cyfrowej, oficjalnie tłumaczone błędami formalnymi może wynikać z oporem rządu przed przyznaniem zbyt dużej ilości programów dla TVP. Równocześnie TV Puls przesłała skargę do premiera w sprawie opóźniania publikacji ogłoszeń KRRiT, a same ogłoszenia zostały ponownie przesłane do publikacji po uzupełnieniu o podpis prezesa UKE 26 lipca 2010 16 lipca 2010 Emitel poinformował o podpisaniu umowy z firmą Ericsson na projektowanie, budowę i wdrażanie nadajników dla potrzeb MUX 3.
15 września 2010 z inicjatywy Krajowej Izby Gospodarczej Elektroniki i Telekomunikacji (KIGEiT) odbyło się w Krajowej Radzie Radiofonii i Telewizji spotkanie stacji nadawczych. Na spotkaniu poinformowano m.in., że najbliżej uruchomienia jest drugi i trzeci multipleks, które będą obsługiwane przez TP Emitel i pierwsze nadajniki mogą ruszyć w październiku 2010. Problemem jest natomiast uruchomienie 1 multipleksu – na którym mają być nadawane główne programy TVP. TVP nie chce ponosić samo kosztów obsługi całego multipleksu dla nadawania tylko 3 programów, a konkursy na obsadzenie następnych 4 nie zostaną rozstrzygnięte w roku 2010. Oczywiste obawy pozostałych nadawców budzi fakt, czy w sytuacji braku dostępu do sztandarowych programów TVP abonenci będą zainteresowani zakupem dekoderów DVB-T.
29 września 2010 UKE wydał spółce Emitel, ważne na 10 lat pozwolenie na nadawanie drugiego multipleksu. 30 września 2010 nastąpiło uruchomienie pierwszych stacji. Z kolei 27 października 2010 uruchomiono pierwsze nadajniki MUX 3.

### Lokalne MUX w Polsce
Do czasu uruchomienia naziemnej telewizji cyfrowej w Polsce, oprócz nadawców ogólnopolskich, swój program emitowały analogowo również 4 podmioty o zasięgu lokalnym:
- Telewizji Odra Sp. z o.o., posiadającej koncesje i rezerwacje częstotliwości na rozpowszechnianie pięciu programów: „Odra – Jelenia Góra”, „Odra – Zielona Góra”, „Odra – Świdnica, Wrocław, Opole”, „Odra – Głogów, Legnica, Lubin” i „Odra – Gorzów Wielkopolski”;
- Telewizji TVT Sp. z o.o., posiadającej koncesję i rezerwację częstotliwości na rozpowszechnianie programu „Telewizja TVT”;
- Telewizji Łużyce Sp. z o.o., posiadającej koncesję na rozpowszechnianie programu „Łużyce”;
- NTL – Radomsko Sp. z o.o., posiadającej koncesję i rezerwację częstotliwości na rozpowszechnianie programu „Niezależna Telewizja Lokalna Radomsko”.

Wymienione telewizje lokalne były nierównomiernie rozmieszczone na terenie kraju i miały nadajniki o różnych mocach oraz zasięgach. W związku z faktem, iż dotychczasowe ustalenia w kwestii strategii przejścia z techniki analogowej na cyfrową w zakresie telewizji naziemnej oraz projekty aktów prawnych w tej materii nie odnosiły się do lokalnych nadawców telewizyjnych 19 kwietnia 2011 Prezes UKE zwróciła się z prośbą do dotychczasowych nadawców lokalnych oraz do innych zainteresowanych podmiotów o przesyłanie opinii w sprawie sposobu umożliwienia kontynuowania rozpowszechniania swoich programów drogą naziemną po wyłączeniu telewizji analogowej w Polsce. Prezes UKE zaproponowała wskazanym lokalnym nadawcom dwie możliwości działania w ramach Naziemnej Telewizji Cyfrowej:
- Wariant A – przydzielenie po 31 lipca 2013 r., na zasadzie „must carry” przepływności w jednym z kolejnych multipleksów ogólnopolskich na obszarach wykorzystywania częstotliwości właściwych dla dotychczasowej lokalizacji stacji nadawczych wykorzystywanych przez nadawców lokalnych;
- Wariant B – rezerwacja po 31 lipca 2013 r. (po wcześniejszym wytypowaniu i koordynacji międzynarodowej) częstotliwości dla stacji małej lub średniej mocy na rozpowszechnianie programów nadawców lokalnych w sposób cyfrowy na obszarach dotychczas pokrywanych sygnałem analogowym.

W odniesieniu do pierwszej koncepcji należało zauważyć, iż dotychczasowi nadawcy lokalni nadali własne audycje w ograniczonym czasie antenowym. Realizacja tego scenariusza wymagałaby zobligowania wspominanych podmiotów przez KRRiT do emisji swoich programów w większym wymiarze czasowym niż dotychczas, aby uniknąć sytuacji, w której pojemność multipleksu (a przez to również częstotliwość) byłaby wykorzystywana w sposób nieefektywny. Ponadto ten sposób postępowania spowodowałby rozszerzenie zasięgu emisji programów nadawców lokalnych, co z kolei mogłoby wymagać stosownych zmian w koncesjach, prawdopodobnie po uprzednim postępowaniu konkursowym KRRiT.
Jeśli chodzi o realizację drugiej zaproponowanej koncepcji to nasuwa się spostrzeżenie, że nadawcy lokalni uzyskają dostęp do przepływności całego lokalnego multipleksu, której mogą nie być w stanie zagospodarować. Z drugiej strony ograniczony obszar świadczenia usług nie będzie sprzyjał pozyskiwaniu reklamodawców i konkurowaniu z nadawcami korzystającymi z ogólnokrajowych multipleksów.
W odpowiedzi na komunikat Prezesa Urzędu Komunikacji Elektronicznej wpłynęły opinie złożone przez następujące podmioty:
1. Adrian Jasicki
2. Telewizja Łużyce Sp. z o.o.
3. NTL Radomsko Sp. z o.o.
4. Daniel Kucharski
5. INEA S.A.
6. Tomasz Kłapsia
7. Telewizja TVT Sp. z o.o.

Opinie obecnych nadawców lokalnych co do wariantów przedstawionych przez Prezesa UKE są podzielone. Z opinii zebranych od wszystkich podmiotów można uznać, iż zainteresowanie wariantem B było większe. Podmioty w większości opowiedziały się wyodrębnieniem dodatkowych częstotliwości spoza planu GE06, ich skoordynowaniem i rozdysponowaniem dla nadawców lokalnych. W tym wariancie rozpowszechnianie programów lokalnych winno być za pomocą stacji nadawczych małej i średniej mocy.
Obok dwóch wariantów przedstawionych przez Prezesa UKE, podmioty wskazały trzy nowe koncepcje umożliwienia cyfrowej emisji programów lokalnym nadawcom:
1. stworzenie nowego multipleksu ogólnokrajowego,
2. wykorzystanie multipleksu DVB-H,
3. wydzielenie miejsca dla nadawców lokalnych w zregionalizowanym multipleksie TVP.

Prezes UKE stoi na stanowisku, że najefektywniejszym pod względem wykorzystania widma częstotliwości będzie realizacja pierwszego zaproponowanego wariantu tj. umieszczenie oferty nadawców lokalnych na 1-2 slotach w kolejnych multipleksach wdrażanych po wyłączeniu telewizji analogowej. Tym niemniej, w przypadku otrzymania stosownych wniosków o dokonanie rezerwacji częstotliwości lub wydanie pozwolenia radiowego w celu nadawania programów lokalnych za pomocą stacji małej mocy, Prezes UKE będzie podejmował wysiłki mające na celu dobór (uzupełnienie funkcjonujących planów) częstotliwości na ten cel. Należy jednak mieć na uwadze fakt, że o ile zaplanowanie dodatkowych częstotliwości i uruchomienie z ich użyciem stacji małej mocy na potrzeby emisji programów lokalnych w województwach centralnych wydaje się możliwe do zrealizowania, to w województwach przygranicznych możliwości w tej materii są o wiele bardziej ograniczone. Dodawanie do istniejących planów częstotliwości dla naziemnej telewizji cyfrowej dodatkowych przydziałów dla stacji małej mocy może utrudnić w przyszłości optymalizację tych planów np. w związku realizacją koncepcji poszerzenia zakresu dywidendy cyfrowej dla radiowych systemów szerokopasmowych.
W listopadzie 2012 roku, po uruchomieniu nadajników ogólnopolskiej naziemnej telewizji cyfrowej i wyłączeniu pierwszych nadajników analogowych w województwie lubuskim, pojawił się problem emisji sygnału przez stacje lokalne, które rozsiewały swój porgram w sposób analowowy na określonym terenie. Mimo iż wyłączenie sygnału analogowego nie objęło stacji lokalnych, to emisja sygnału tylko dla nadawców loklanych byłaby nieopłacalna. W listopadzie 2012 roku Prezes UKE Magdalena Gaj poinformowała, iż UKE zabezpiecza dla nadawców lokalnych odpowiednie częstotliwości. Według pierwszych planów pierwszeństwo wprowadzenia kanałów do multipleksów lokalnych otrzymaliby nadawcy, którzy nadawali dotąd programy naziemnie analogowo w różnych regionach Polski, tj. TV Odra (sieć dostępna w następujących miastach: Gorzów Wielkopolski, Zielona Góra, Wrocław, Jelenia Góra, Lubin), TVT (Rybnik), TV Łużyce (Lubań i Bolesławiec) i NTL Radomsko – obecnie TVC (Radomsko). Zainteresowanie obecnością w tym multipleksie wyrażały również nowe podmioty, które dotąd nie nadawały naziemnie.
Propozycją, którą KRRiT przedstawiła w listopadzie 2012 r. małym telewizjom, było stworzenie mniejszych multipleksów o regionalnym zasięgu. Kolejną propozycją był wariant doboru dla regionalnych stacji osobnych pojedynczych częstotliwości, a nie całych multipleksów. Na podstawie art. 112 ust. 7 ustawy z dnia 16 lipca 2004 roku Prawo telekomunikacyjne prezes Urzędu Komunikacji Elektronicznej poinformowała o przystąpieniu z dniem 1 marca 2013 roku do opracowania zmiany planu zagospodarowania częstotliwości z zakresu 470–862 MHz. Planowana zmiana miała na celu przyporządkowanie docelowych kanałów telewizyjnych do poszczególnych obszarów wykorzystania częstotliwości zgodnie z planami implementacji DVB-T w Polsce, a także stworzenie multipleksu na potrzeby rozpowszechniania lub rozprowadzania programów telewizyjnych o zasięgu lokalnym. Urząd Komunikacji Elektronicznej przedstawił następujące częstotliwości wytypowane na potrzeby odtworzenia koncesjonowanej naziemnej analogowej oferty programowej nadawców lokalnych:
- Świdnica, kanał: 24 (498 MHz), moc: 1 kW, charakterystyka: ND
- Wrocław 1, kanał: 24 (498 MHz), moc: 10 kW, charakterystyka: ND
- Radomsko 1, kanał: 36 (594 MHz), moc: 1 kW, charakterystyka: ND
- Gorzów Wielkopolski 2, kanał: 38 (610 MHz), moc: 1 kW, charakterystyka: ND
- Zielona Góra 1, kanał: 38 (610 MHz), moc: 1 kW, charakterystyka: ND
- Głogów, kanał: 43 (650 MHz), moc: 1 kW, charakterystyka: ND
- Legnica, kanał: 43 (650 MHz), moc: 1 kW, charakterystyka: ND
- Lubin, kanał: 43 (650 MHz), moc:˛1 kW, charakterystyka: ND
- Lubań, kanał: 44 (658 MHz) (nie została skoordynowana międzynarodowo), moc: 10 kW, charakterystyka: D
- Opole 3, kanał: 47 (682 MHz), moc: 1 kW, charakterystyka: ND
- Rybnik, kanał: 47 (682 MHz), moc: 1 kW, charakterystyka: ND
- Żory, kanał: 47 (682 MHz), moc: 1 kW, charakterystyka: ND
- Jelenia Góra 1, kanał: 57 (762 MHz), moc: 1 kW, charakterystyka: ND
- Piastów 5, kanał: 34 (798 MHz), moc: 1 kW, charakterystyka: ND

Polaryzacja dla wszystkich: H (pozioma).
Przedstawione rozwiązania miały na celu rozwiązanie problemu cyfrowego nadawania przez lokalnych nadawców w skali całego kraju. Oznacza to, że w ofercie lokalnych multipleksów mogą znaleźć się nie tylko nadawcy telewizyjni, którzy do tej pory nadawali poprzez nadajniki analogowe, ale również tak zwani „nowi nadawcy lokalni”. Zainteresowane podmioty mogły zgłaszać swoje propozycje do projektu w prowadzonych konsultacjach. W ramach tego postępowania do prezesa UKE wpłynęły stanowiska, które złożyli: Krzysztof Miśkowicz, TV Łużyce Sp. z o.o., Imperium Telecom Czesław Chlewicki, Telewizja NTL Radomsko (Grupa TVN), Polskie Media S.A. (nadawca stacji skupionych w sieci TV Odra), PTK Centertel Sp. z o.o. (operator sieci Orange), Karkonosze Play Sp. z o.o., EmiTel Sp. z o.o., Marian Wojewoda, Polska Izba Radiodyfuzji Cyfrowej oraz Polska Telefonia Cyfrowa S.A. (PTC, operator sieci T-Mobile). Prezes UKE postanowiła w pierwszej kolejności dokonać uzupełnienia planu zagospodarowania częstotliwości o zasoby umożliwiające obecnie funkcjonującym nadawcom programów o zasięgu lokalnym co najmniej odtworzenie ich oferty programowej i zasięgu odbioru.
Po zakończeniu procedury uzgodnień pomiędzy prezesem UKE a przewodniczącym KRRiT w sprawie ustalenia obszarów rezerwacji częstotliwości na potrzeby rozpowszechniania lub rozprowadzania w sposób cyfrowy programów telewizyjnych w multipleksie o zasięgu lokalnym, 22 maja 2013 roku ukazało się zarządzenie prezesa UKE dotyczące zmiany planu zagospodarowania częstotliwości dla zakresu 470–862 MHz, pod kątem potrzeb nadawców programów lokalnych. Dokument ten jest podstawą do rozdysponowania zasobów częstotliwości i wydawania decyzji rezerwacyjnych. Dzięki dokonanym uzgodnieniem oraz zapisom nowego planu zagospodarowania częstotliwości, zostały zagwarantowane odpowiednie zasoby widma, niezbędne do przeprowadzenia procesu cyfryzacji stacji lokalnych. Następnie po ukazaniu się tego zarządzenia, rozpoczął się proces przygotowywania decyzji o rezerwacji częstotliwości na potrzeby lokalnych emisji cyfrowych w standardzie DVB-T. Zarządzeniem Nr 13 z dnia 21 maja 2013 roku prezes UKE zmienił zarządzenie w sprawie planu zagospodarowania częstotliwości dla zakresu 470–862 MHz. Zostało ono opublikowane w „Dzienniku Urzędowym Urzędu Komunikacji Elektronicznej” w dniu 22 maja 2013 r. pod pozycją nr 28. W planie zostały uwzględnione obszary częstotliwości wraz z nr kanałów telewizyjnych, dedykowane na potrzeby rozpowszechniania lub rozprowadzania w sposób cyfrowy programów telewizyjnych w multipleksie o zasięgu lokalnym.
Od tego momentu nadawcy lokalni mogli składać do Prezesa UKE wnioski o dokonanie rezerwacji częstotliwości na wskazanych obszarach, w celu emisji lokalnych programów telewizyjnych w sposób naziemny cyfrowy. Jednak do 23 lipca 2013 nie wpłynął żaden wniosek na obszary: Świdnica/Wrocław, Głogów/Legnica/Lubin oraz Jelenia Góra 1, gdzie miała nadawać TV Odra. W przypadku pozostałych obszarów wpłynęły następujące wnioski:
- Gorzów Wielkopolski 2 oraz Zielona Góra 1 – 21 czerwca 2013 do UKE wpłynął wniosek Regionalnej Telewizji Lubuskiej sp. z o.o. z dnia 18 czerwca 2013 r.,
- Częstochowa 1/Kamieńsk/Tomaszów – 7 czerwca 2013 r. do UKE wpłynął wniosek spółki NTL Radomsko sp. z o.o. o rezerwację częstotliwości; 11 czerwca 2013 r. na stronie internetowej UKE ogłoszono dostępność zasobów częstotliwościowych na ww. obszarze, a swoje zainteresowanie podmioty mogły składać do 26 czerwca 2013 r.; jednak do 23 lipca 2013 r. nie wpłynęło żadne zgłoszenie, w związku z tym przygotowano decyzję rezerwacyjną dla spółki NTL Radomsko sp. z o.o.,
- Ornontowice/Rybnik – 24 maja 2013 r. do UKE wpłynął wniosek spółki Telewizja TVT sp. z o.o.; informacja o dostępności częstotliwości na ww. obszarze została opublikowana tego samego dnia, a zainteresowane podmioty mogły zgłaszać się z wnioskami do 7 czerwca 2013 r.; ponieważ do UKE nie wpłynęło żadne zgłoszenie, przygotowano decyzję rezerwacyjną dla spółki Telewizja TVT sp. z o.o.,
- Lubań/Jelenia Góra 1/Bolesławiec/Chojnów – 23 maja 2013 r. do UKE wpłynął wniosek spółki Telewizja Łużyce sp. z o.o.; 29 maja 2013 r. na stronie internetowej Urzędu zamieszczona została informacja o dostępności zasobów częstotliwościowych na ww. obszarze, a podmioty mogły zgłaszać swoje zainteresowanie do 12 czerwca 2013 r.; w tym terminie wpłynęły 2 pisma: wniosek o rezerwację częstotliwości spółki Pressmedial sp. z o.o. (producent programu Telewizja Regionalna Wiadomości Lubińskie), zgłoszenie zainteresowania przez spółkę TVL sp. z o.o. (producent programu TV Odra). W związku z powyższym, konieczne będzie przeprowadzenie konkursu na częstotliwości na wskazanym obszarze, który zostanie ogłoszony po przygotowaniu dokumentacji konkursowej.

## Specyfikacja techniczna DVB-T
Zgodnie z rozporządzeniem w sprawie wymagań technicznych i eksploatacyjnych dla urządzeń konsumenckich służących do odbioru cyfrowych naziemnych transmisji telewizyjnych jako podstawowe wymagania przyjęto parametry odbiornika naziemnej telewizji cyfrowej (DVB-T) zdefiniowane w specyfikacji ETSI TS 101 154 V.1.9.1 jako 25 Hz H.264/AVC HDTV video, MPEG-2 Layer 2 and E-AC-3 audio, for a Baseline IRD able to decode up to 1920 × 1080 interlaced 25 Hz video pictures or 1280 × 720 progressive 50 Hz video pictures.
Do odbioru programów naziemnej telewizji cyfrowej wymagany jest odpowiedni telewizyjny sprzęt odbiorczy (odbiornik DVB-T tzw. set-top box podłączony do telewizora lub sam telewizor ze zintegrowanym tunerem DVB-T), który jest w stanie poprawnie odtwarzać obraz zakodowany zgodnie ze standardem MPEG-4 (H.264/AVC) oraz dźwięk wielokanałowy zakodowany zgodnie ze standardem Dolby Digital Plus (EAC-3). Nadawanie w kompresji MPEG-4 pozwala na odbiór lepszej jakości obrazu i dźwięku oraz telewizji wysokiej rozdzielczości HDTV.
Posiadacze telewizorów ze zintegrowanym dekoderem DVB-T/MPEG-2 wyposażonym w wejście do podłączenia modułów CI (Common Interface) oraz widzowie wykorzystujący odbiorniki DVB-T/MPEG-2 również posiadające gniazdo CI, w celu umożliwienia odbioru programów zakodowanych w MPEG-4 mogą używać modułu transkodującego z MPEG-4 na MPEG-2. Powyższe rozwiązanie daje możliwość jedynie odbioru programów w jakości SDTV, ale pozwoli na wykorzystanie urządzeń DVB-T/MPEG-2 do odbioru naziemnej telewizji cyfrowej (o ile mają gniazda CI i stosownie przygotowane oprogramowanie).

## Specyfikacja techniczna DVB-T2
Dla DVB-T2 za podstawowe przyjęto parametry odbiornika cyfrowego zdefiniowanego w ETSI TS 101 154 [15] dla poziomu 4.1 HDTV: 50 Hz HEVC HDTV 8-bit (rozdzielczości 1920 × 1080 p50, 1280 × 720 p50) MPEG-2 Audio Warstwa 2 i E-AC-3 audio. W przypadku odbiornika telewizyjnego zdolnego do wyświetlania obrazów UHD, odbiornik DVB-T2 obsługuje także format określony w ETSI TS 101 154 [15] w pkt 5.14 HEVC HDR UHDTV IRD wykorzystujący HLG10 oraz HEVC HDR UHDTV IRD wykorzystujący PQ10, Main 10 Profile, Main Tier dla UHDTV o rozdzielczości 3840 × 2160 oraz AC-4 audio.
Odbiornik musi umożliwić odbiór w systemie DVB-T2, oraz kodeku wideo H.265 (HEVC)
Możliwości odbiorcze:
Odbiornik cyfrowy zapewnia odbiór sygnałów cyfrowych DVB-T i DVB-T2 o parametrach zgodnych z PN-ETSI EN 300 744 [12] i z PN-ETSI EN 302 755 [13] nadawanych w zakresach: VHF (174–230 MHz) w kanałach o szerokości 7 MHz i UHF (470–790 MHz) w kanałach o szerokości 8 MHz.(...)
Dostęp do usług:
Odbiornik cyfrowy zapewnia możliwość:
1) odbioru FTA (czyli programów niekodowanych);
2) wyboru składowej fonii usługi w przypadku transmisji wielu składowych fonii w ramach jednej usługi; wymaga się, aby pilot odbiornika posiadał przycisk do wyboru ścieżki dźwiękowej lub inny mechanizm umożliwiający w łatwy sposób wybór tej ścieżki;
3) wyboru napisów (teletekstowe lub DVB) w formacie UTF-8;
4) korzystania z teletekstu;
5) formatowania obrazu dla stosunku boków 4:3 i 16:9;
6) rodzicielskiej kontroli dostępu do wybranych programów lub audycji;
7) dostępu do menu w języku polskim i ustawienia języka narodowego polskiego.
8) Od 1 stycznia 2021 – jeżeli odbiornik posiada możliwość podłączenia do internetu, to umożliwia wykorzystywanie HbbTV co najmniej w wersji 2.0.1
Odbiór telewizji cyfrowej nie wymaga wymiany anten odbiorczych, ponieważ sygnał jest nadawany w tym samym paśmie częstotliwości co dotychczasowa telewizja analogowa.

### Schemat nadawania
Pogrubioną odmianą kroju zaznaczono polski schemat nadawania sygnału cyfrowego.
| Dostępna przepływność binarna (Mbit/s) w systemie DVB-T dla kanałów w paśmie 8 MHz (UHF) | Dostępna przepływność binarna (Mbit/s) w systemie DVB-T dla kanałów w paśmie 8 MHz (UHF) | Dostępna przepływność binarna (Mbit/s) w systemie DVB-T dla kanałów w paśmie 8 MHz (UHF) | Dostępna przepływność binarna (Mbit/s) w systemie DVB-T dla kanałów w paśmie 8 MHz (UHF) | Dostępna przepływność binarna (Mbit/s) w systemie DVB-T dla kanałów w paśmie 8 MHz (UHF) | Dostępna przepływność binarna (Mbit/s) w systemie DVB-T dla kanałów w paśmie 8 MHz (UHF) |
| Modulacja                                                                                | Kodowanie korekcyjne                                                                     | Okres ochronny                                                                           | Okres ochronny                                                                           | Okres ochronny                                                                           | Okres ochronny                                                                           |
| ---------------------------------------------------------------------------------------- | ---------------------------------------------------------------------------------------- | ---------------------------------------------------------------------------------------- | ---------------------------------------------------------------------------------------- | ---------------------------------------------------------------------------------------- | ---------------------------------------------------------------------------------------- |
| Modulacja                                                                                | Kodowanie korekcyjne                                                                     | 1/4                                                                                      | 1/8                                                                                      | 1/16                                                                                     | 1/32                                                                                     |
| QPSK                                                                                     | 1/2                                                                                      | 4.976                                                                                    | 5.529                                                                                    | 5.855                                                                                    | 6.032                                                                                    |
| QPSK                                                                                     | 2/3                                                                                      | 6.635                                                                                    | 7.373                                                                                    | 7.806                                                                                    | 8.043                                                                                    |
| QPSK                                                                                     | 3/4                                                                                      | 7.465                                                                                    | 8.294                                                                                    | 8.782                                                                                    | 9.048                                                                                    |
| QPSK                                                                                     | 5/6                                                                                      | 8.294                                                                                    | 9.216                                                                                    | 9.758                                                                                    | 10.053                                                                                   |
| QPSK                                                                                     | 7/8                                                                                      | 8.709                                                                                    | 9.676                                                                                    | 10.246                                                                                   | 10.556                                                                                   |
| 16-QAM                                                                                   | 1/2                                                                                      | 9.953                                                                                    | 11.059                                                                                   | 11.709                                                                                   | 12.064                                                                                   |
| 16-QAM                                                                                   | 2/3                                                                                      | 13.271                                                                                   | 14.745                                                                                   | 15.612                                                                                   | 16.086                                                                                   |
| 16-QAM                                                                                   | 3/4                                                                                      | 14.929                                                                                   | 16.588                                                                                   | 17.564                                                                                   | 18.096                                                                                   |
| 16-QAM                                                                                   | 5/6                                                                                      | 16.588                                                                                   | 18.431                                                                                   | 19.516                                                                                   | 20.107                                                                                   |
| 16-QAM                                                                                   | 7/8                                                                                      | 17.418                                                                                   | 19.353                                                                                   | 20.491                                                                                   | 21.112                                                                                   |
| 64-QAM                                                                                   | 1/2                                                                                      | 14.929                                                                                   | 16.588                                                                                   | 17.564                                                                                   | 18.096                                                                                   |
| 64-QAM                                                                                   | 2/3                                                                                      | 19.906                                                                                   | 22.118                                                                                   | 23.419                                                                                   | 24.128                                                                                   |
| 64-QAM                                                                                   | 3/4                                                                                      | 22.394                                                                                   | 24.882                                                                                   | 26.346                                                                                   | 27.144                                                                                   |
| 64-QAM                                                                                   | 5/6                                                                                      | 24.882                                                                                   | 27.647                                                                                   | 29.273                                                                                   | 30.160                                                                                   |
| 64-QAM                                                                                   | 7/8                                                                                      | 26.126                                                                                   | 29.029                                                                                   | 30.737                                                                                   | 31.668                                                                                   |

| Dostępna przepływność binarna (Mbit/s) w systemie DVB-T dla kanałów w paśmie 7 MHz (VHF) | Dostępna przepływność binarna (Mbit/s) w systemie DVB-T dla kanałów w paśmie 7 MHz (VHF) | Dostępna przepływność binarna (Mbit/s) w systemie DVB-T dla kanałów w paśmie 7 MHz (VHF) | Dostępna przepływność binarna (Mbit/s) w systemie DVB-T dla kanałów w paśmie 7 MHz (VHF) | Dostępna przepływność binarna (Mbit/s) w systemie DVB-T dla kanałów w paśmie 7 MHz (VHF) | Dostępna przepływność binarna (Mbit/s) w systemie DVB-T dla kanałów w paśmie 7 MHz (VHF) |
| Modulacja                                                                                | Kodowanie korekcyjne                                                                     | Okres ochronny                                                                           | Okres ochronny                                                                           | Okres ochronny                                                                           | Okres ochronny                                                                           |
| ---------------------------------------------------------------------------------------- | ---------------------------------------------------------------------------------------- | ---------------------------------------------------------------------------------------- | ---------------------------------------------------------------------------------------- | ---------------------------------------------------------------------------------------- | ---------------------------------------------------------------------------------------- |
| Modulacja                                                                                | Kodowanie korekcyjne                                                                     | 1/4                                                                                      | 1/8                                                                                      | 1/16                                                                                     | 1/32                                                                                     |
| QPSK                                                                                     | 1/2                                                                                      | 4.354                                                                                    | 4.838                                                                                    | 5.123                                                                                    | 5.278                                                                                    |
| QPSK                                                                                     | 2/3                                                                                      | 5.806                                                                                    | 6.451                                                                                    | 6.830                                                                                    | 7.037                                                                                    |
| QPSK                                                                                     | 3/4                                                                                      | 6.532                                                                                    | 7.257                                                                                    | 7.684                                                                                    | 7.917                                                                                    |
| QPSK                                                                                     | 5/6                                                                                      | 7.257                                                                                    | 8.064                                                                                    | 8.538                                                                                    | 8.797                                                                                    |
| QPSK                                                                                     | 7/8                                                                                      | 7.620                                                                                    | 8.467                                                                                    | 8.965                                                                                    | 9.237                                                                                    |
| 16-QAM                                                                                   | 1/2                                                                                      | 8.709                                                                                    | 9.676                                                                                    | 10.246                                                                                   | 10.556                                                                                   |
| 16-QAM                                                                                   | 2/3                                                                                      | 11.612                                                                                   | 12.902                                                                                   | 13.661                                                                                   | 14.075                                                                                   |
| 16-QAM                                                                                   | 3/4                                                                                      | 13.063                                                                                   | 14.515                                                                                   | 15.369                                                                                   | 15.834                                                                                   |
| 16-QAM                                                                                   | 5/6                                                                                      | 14.515                                                                                   | 16.127                                                                                   | 17.076                                                                                   | 17.594                                                                                   |
| 16-QAM                                                                                   | 7/8                                                                                      | 15.240                                                                                   | 16.934                                                                                   | 17.930                                                                                   | 18.473                                                                                   |
| 64-QAM                                                                                   | 1/2                                                                                      | 13.063                                                                                   | 14.515                                                                                   | 15.369                                                                                   | 15.834                                                                                   |
| 64-QAM                                                                                   | 2/3                                                                                      | 17.418                                                                                   | 19.353                                                                                   | 20.491                                                                                   | 21.112                                                                                   |
| 64-QAM                                                                                   | 3/4                                                                                      | 19.595                                                                                   | 21.772                                                                                   | 23.053                                                                                   | 23.751                                                                                   |
| 64-QAM                                                                                   | 5/6                                                                                      | 21.772                                                                                   | 24.191                                                                                   | 25.614                                                                                   | 26.390                                                                                   |
| 64-QAM                                                                                   | 7/8                                                                                      | 22.861                                                                                   | 25.401                                                                                   | 26.895                                                                                   | 27.710                                                                                   |

Schemat nadawania dla DVB-T2 (przy okresie ochronnym wynoszącym 1/128)
| Modulacja | Kodowanie korekcyjne | Przepustowość (Mbit/s) |
| --------- | -------------------- | ---------------------- |
| QPSK      | 1/2                  | 07.4442731             |
| QPSK      | 3/5                  | 08.9457325             |
| QPSK      | 2/3                  | 09.9541201             |
| QPSK      | 3/4                  | 11.197922              |
| QPSK      | 4/5                  | 11.948651              |
| QPSK      | 5/6                  | 12.456553              |
| 16-QAM    | 1/2                  | 15.037432              |
| 16-QAM    | 3/5                  | 18.07038               |
| 16-QAM    | 2/3                  | 20.107323              |
| 16-QAM    | 3/4                  | 22.619802              |
| 16-QAM    | 4/5                  | 24.136276              |
| 16-QAM    | 5/6                  | 25.162236              |
| 64-QAM    | 1/2                  | 22.481705              |
| 64-QAM    | 3/5                  | 27.016112              |
| 64-QAM    | 2/3                  | 30.061443              |
| 64-QAM    | 3/4                  | 33.817724              |
| 64-QAM    | 4/5                  | 36.084927              |
| 64-QAM    | 5/6                  | 37.618789              |
| 256-QAM   | 1/2                  | 30.074863              |
| 256-QAM   | 3/5                  | 36.140759              |
| 256-QAM   | 2/3                  | 40.214645              |
| 256-QAM   | 3/4                  | 45.239604              |
| 256-QAM   | 4/5                  | 48.272552              |
| 256-QAM   | 5/6                  | 50.324472              |

## Obowiązujące w Polsce numery identyfikacyjne ONID, NID, TSID, SID i LCN dla programów i usług nadawanych w strumieniu DVB-T
Lista identyfikatorów ONID (Original Network IDentification), NID (Network IDentification), TSID (Transport Stream IDentification), SID (Service IDentification) i LCN (Logical Channel Number) prowadzona jest przez Krajową Radę Radiofonii i Telewizji. Wartości identyfikatorów związanych z danym programem/usługą zawarte są w części technicznej decyzji Przewodniczącego KRRiT o wprowadzeniu programu do multipleksu cyfrowego. W każdym kraju prowadzony jest jednolity rejestr tych wartości który pozwala na uniknięciu konfliktów. Operatorzy multipleksów albo dostają przydzielone wartości albo je zgłaszają w celu rejestracji i tym samym rezerwują je co pozwala unikać powtarzania tego co w kraju, sieci lub multipleksie powtarzać się nie powinno.

### ONID
Oryginalny identyfikator sieci (ONID) – kod specyficzny dla danego kraju – dla wszystkich sieci cyfrowych na terenie Polski obowiązuje kod 0x2268 (hex – szesnastkowy system liczbowy).

### NID
Identyfikator sieci (NID) używany dla identyfikacji podsieci (np. na wydzielonym obszarze lub regionie), o wartościach zawartych w tabeli:
| Region (województwo)     | NID (hex) |
| ------------------------ | --------- |
| cały kraj                | 0x3401    |
| cały kraj – usł. mobilna | 0x3402    |
| dolnośląskie             | 0x3410    |
| kujawsko-pomorskie       | 0x3411    |
| łódzkie                  | 0x3412    |
| lubelskie                | 0x3413    |
| lubuskie                 | 0x3414    |
| małopolskie              | 0x3415    |
| mazowieckie              | 0x3416    |
| opolskie                 | 0x3417    |
| podkarpackie             | 0x3418    |
| podlaskie                | 0x3419    |
| pomorskie                | 0x341A    |
| śląskie                  | 0x341B    |
| świętokrzyskie           | 0x341C    |
| warmińsko-mazurskie      | 0x341D    |
| wielkopolskie            | 0x341E    |
| zachodniopomorskie       | 0x341F    |

### TSID
Identyfikator strumienia transportowego (TSID) definiuje poszczególne multipleksy naziemne i przyjmuje wartości zawarte w tabeli:
| Nazwa multipleksu                | TSID; pierwszy numer (hex) identyfikuje multipleks |
| -------------------------------- | -------------------------------------------------- |
| MUX1                             | 0x0001                                             |
| MUX2                             | 0x0002                                             |
| MUX3                             | 0x0003                                             |
| rezerwa                          | 0x0004                                             |
| MUX5                             | 0x0005                                             |
| MUX6                             | 0x0006                                             |
| MUX8 (w paśmie VHF)              | 0x7001                                             |
| MUX lokalne                      | 0x0014 – 0x00xx                                    |
| MUX L2                           | 0x0021                                             |
| emisje czasowe i eksperymentalne | 0x9xxx – 0xExxx                                    |
| MUX4 (TV mobilna)                | 0xFxxx                                             |

### SID i LCN
Identyfikator usługi/programu (SID) przypisany do danego konkretnego programu/usługi oraz deskryptor LCD (Logical Channel Descriptor) składający się z logicznego numeru kanału/programu (LCN) definiującego kolejność programów/kanałów oraz znacznika widoczności usługi (visible_service_flag) pozwalającego na wyświetlanie (wartość 1) lub niewyświetlanie danego programu na liście usług i w EPG:
| Nazwa usługi/programu       | SID               | LCN                     | visible_service_flag |
| --------------------------- | ----------------- | ----------------------- | -------------------- |
| TVP1 HD                     | 1                 | 1                       | 1                    |
| TVP2 HD                     | 2                 | 2                       | 1                    |
| Polsat HD                   | 3                 | 4                       | 1                    |
| TVN HD                      | 4                 | 5                       | 1                    |
| TV4 HD                      | 5                 | 6                       | 1                    |
| TV Puls HD                  | 6                 | 7                       | 1                    |
| TVP3 Białystok HD           | 7                 | 3                       | 1                    |
| TVP3 Bydgoszcz HD           | 8                 | 3                       | 1                    |
| TVP3 Gdańsk                 | 9                 | 3                       | 1                    |
| TVP3 Gorzów Wielkopolski HD | 10                | 3                       | 1                    |
| TVP3 Katowice HD            | 11                | 3                       | 1                    |
| TVP3 Kielce HD              | 12                | 3                       | 1                    |
| TVP3 Kraków HD              | 13                | 3                       | 1                    |
| TVP3 Lublin HD              | 14                | 3                       | 1                    |
| TVP3 Łódź HD                | 15                | 3                       | 1                    |
| TVP3 Olsztyn HD             | 16                | 3                       | 1                    |
| TVP3 Opole HD               | 17                | 3                       | 1                    |
| TVP3 Poznań HD              | 18                | 3                       | 1                    |
| TVP3 Rzeszów HD             | 19                | 3                       | 1                    |
| TVP3 Szczecin HD            | 20                | 3                       | 1                    |
| TVP3 Warszawa HD            | 21                | 3                       | 1                    |
| TVP3 Wrocław HD             | 22                | 3                       | 1                    |
| TVN 7 HD                    | 23                | 8                       | 1                    |
| Puls 2 HD                   | 24                | 9                       | 1                    |
| TV6 HD                      | 25                | 10                      | 1                    |
| Super Polsat HD             | 26                | 11                      | 1                    |
| Eska TV HD                  | 27                | 12                      | 1                    |
| TTV HD                      | 28                | 13                      | 1                    |
| Polo TV HD                  | 29                | 14                      | 1                    |
| Antena HD                   | 30                | 15                      | 1                    |
| TVP Kultura HD              | 31                | 30                      | 1                    |
| TVP Historia HD             | 32                | 31                      | 1                    |
| TVP Sport HD                | 33                | 32                      | 1                    |
| TVP Info HD                 | 35                | 34                      | 1                    |
| Telewizja Łużyce (L1)       | 36                | 21                      | 1                    |
| Telewizja TVT HD (L2)       | 37                | 22                      | 1                    |
| TVP Polonia                 | 39                | 19                      | 1                    |
| Alfa TVP                    | 40                | 28                      | 1                    |
| rezerwa                     | 41-45             | -                       | 1                    |
| Polsat HD                   | 46                | 162                     | 1                    |
| TVN HD                      | 47                | 800                     | 1                    |
| TVN 7 HD                    | 48                | 801                     | 1                    |
| TTV HD                      | 49                | 802                     | 1                    |
| TV Trwam HD                 | 50                | 16                      | 1                    |
| TVP ABC HD                  | 51                | 29                      | 1                    |
| Stopklatka TV HD            | 52                | 17                      | 1                    |
| Fokus TV HD                 | 53                | 18                      | 1                    |
| TVP Kobieta HD              | 54                | 35                      | 1                    |
| Belsat TV HD                | 55                | 36                      | 1                    |
| rezerwa                     | 56                | 37                      | 1                    |
| Metro                       | 57                | 38                      | 1                    |
| Zoom TV                     | 58                | 39                      | 1                    |
| Nowa TV                     | 59                | 40                      | 1                    |
| WP                          | 60                | 41                      | 1                    |
| ViDoc TV                    | 71                | 50                      | 1                    |
| Telewizja Republika         | 72                | 51                      | 1                    |
| wPolsce24                   | 73                | 52                      | 1                    |
| TVP Dokument                | 61                | 24                      | 1                    |
| TVP Rozrywka                | 62                | 27                      | 1                    |
| TVP Nauka                   | 66                | 20                      | 1                    |
| (TV1-TV7) – MUX5            | 63-65, 67-69      | 42-48                   | 1                    |
| Stars.TV HD                 | 183               | 25                      | 1                    |
| Nowa TV HD                  | 184               | 56                      | 1                    |
| TVS HD                      | 180               | 54                      | 1                    |
| Telewizja Republika         | 185               | 23                      | 1                    |
| Kabaret TV                  | 187               | 26                      | 1                    |
| TV Republika                | 188               | 53                      | 1                    |
| Dolce Vita TV               | 189               | 57                      | 1                    |
| TVT HD                      | 190               | 55                      | 1                    |
| TV Okazje HD                | 186               | 59                      | 1                    |
| TVP World                   | 83                | 33                      | 1                    |
| Power TV                    | 82                | 61                      | 1                    |
| Nuta.TV                     | ?                 | 62                      | 1                    |
| Home TV                     | ?                 | 63                      | 1                    |
| Nuta Gold                   | ?                 | 64                      | 1                    |
| Top Kids Jr (Junior Music)  | ?                 | 65                      | 1                    |
| Red Carpet                  | ?                 | 66                      | 1                    |
| Rezerwa                     | 74-79, 80-81, 100 | 53-54, 56, 58-59, 67-85 | 1                    |
| Wydarzenia 24 HD            | 70                | 49                      | 1                    |
| CDA Premium                 | 86                | 86                      | 1                    |
| Sklep Kapitan.pl            | 87                | 87                      | 1                    |
| TVP GO                      | 88                | 88                      | 1                    |
| Legia TV                    | 89                | 89                      | 1                    |
| EWTN GO                     | 90                | 90                      | 1                    |
| TVP World                   | 91                | 91                      | 1                    |
| TVP ABC 2                   | 92                | 92                      | 1                    |
| TVP Historia 2              | 93                | 93                      | 1                    |
| TVP Kultura 2               | 94                | 94                      | 1                    |
| UA Perszyj                  | 95                | 95                      | 1                    |
| test5                       | 96                | 96                      | 1                    |
| test6                       | 97                | 97                      | 1                    |
| EmiRadio                    | 98                | 98                      | 1                    |
| EmiTV                       | 99                | 99                      | 1                    |
| test 211                    | 211               | 211                     | 1                    |
| test 212                    | 212               | 212                     | 1                    |
| test 213                    | 213               | 213                     | 1                    |
| test 214                    | 214               | 214                     | 1                    |
| test 215                    | 215               | 215                     | 1                    |
| LRT Lituanica               | ?                 | 100                     | 1                    |
| Radio Silesia               | 4123              | 161                     | 1                    |
| Kanały MUX 4 (TV Mobilna)   |                   |                         | 1                    |
| Polsat Sport 1              | 110               | 110                     | 1                    |
| Polsat Sport 2              | 111               | 111                     |                      |
| Eurosport 1                 | 112               | 112                     |                      |
| Eurosport 2                 | 113               | 113                     |                      |
| Eleven Sports 1             | 114               | 114                     |                      |
| Eleven Sports 2             | 115               | 115                     |                      |
| TVN Turbo                   | 116               | 116                     |                      |
| TVN Style                   | 117               | 117                     |                      |
| Polsat News Polityka        | 118               | 118                     |                      |
| Polsat News                 | 119               | 119                     |                      |
| TVN24                       | 120               | 120                     |                      |
| RMF FM                      | 4096              | 900                     | 0                    |
| RMF Maxxx                   | 4097              | 901                     | 0                    |
| Antyradio                   | 4098              | 902                     | 0                    |
| Norda FM                    | 4099              | 903                     | 0                    |
| Radio Zet                   | 4100              | 904                     | 0                    |
| Złote Przeboje              | 4101              | 905                     | 0                    |
| Plus                        | 4102              | 906                     | 0                    |
| Vox FM                      | 4103              | 907                     | 0                    |
| Tok FM                      | 4104              | 908                     | 0                    |
| Rock Radio                  | 4105              | 909                     | 0                    |
| Eska Rock                   | 4106              | 910                     | 0                    |
| Radio Wielkopolska          | 4107              | 911                     | 0                    |
| Radio Bezpieczna Podróż     | 4108              | 912                     | 0                    |
| Radio Rekord                | 4109              | 913                     | 0                    |
| Radio Kolor 103 FM          | 4110              | 914                     | 0                    |
| Radio Kaszëbë FM            | 4111              | 915                     | 0                    |
| Radio Jasna Góra            | 4112              | 916                     | 0                    |
| Polsat HbbTV                | 8189              | 333                     | 0                    |
| Rezerwa                     | 4113-4122         | 146-160                 | 0                    |
| Inne usługi w MUX4          | 8192-8198         | 163-167                 | 0                    |

Kolejne programy/usługi definiowane będą przez kolejne identyfikatory SID i LCN w porządku wynikającym z kolejności uzyskiwania prawa do umieszczania ich w multipleksach cyfrowych. Identyfikatory te przypisane są do konkretnego programu/usługi i w przypadku przenoszenia ich do innego multipleksu nie powinny ulegać zmianie.

### Service type
Kod rodzaju usługi (Service type) określający typ usługi (UHDTV, HDTV, SDTV, radio, inne) w danej kategorii oraz priorytet wyboru usługi w ramach tej samej kategorii
| Kategoria usług               | Rodzaj usługi                                       | Service type (hex) | Priorytet w ramach kategorii |
| ----------------------------- | --------------------------------------------------- | ------------------ | ---------------------------- |
| TV                            | SDTV / MPEG-2                                       | 0x01               | 5                            |
| TV                            | SDTV / MPEG-4                                       | 0x16               | 4                            |
| TV                            | HDTV / MPEG-4                                       | 0x19               | 3                            |
| TV                            | HDTV / HEVC                                         | 0x1F               | 2                            |
| TV                            | UHDTV / HEVC                                        | 0x1F/0x20          | 1                            |
| TV                            | TV o niskiej rozdzielczości na urządzenia przenośne | 0x80               | 6                            |
| TV                            | Inna                                                | Inny               | Inny                         |
| Radio                         | Programy radiowe / MPEG-1, 2 Warstwa 2              | 0x02               | 2                            |
| Radio                         | Programy radiowe / AC-3, E-AC-3, AC4                | 0x0A               | 1                            |
| Radio                         | Inna                                                | Inny               | Inny                         |
| Teletekst                     | Transmisja danych teletekstu                        | 0x03               | Inny                         |
| SSU (System Software Updates) | Transmisja danych dla SSU                           | 0x0C               | Inny                         |
| Transmisja danych             | Transmisja danych                                   | Inny               | Inny                         |
| Inna                          | Inna                                                | Inny               | Inny                         |

## Multipleksy naziemnej telewizji cyfrowej w Polsce

### Ogólnopolskie multipleksy telewizyjne

#### Informacje ogólne
Podczas Wielostronnego Porozumienia Genewa 2006 dla Polski wyznaczono dziewięć multipleksów. Pierwsze trzy multipleksy uruchomiono w 2012 roku i pierwszym multipleksem, który zyskał ogólnopolski zasięg był MUX-1, dlatego czasowo nadawały na nim kanały TVP. MUX-2 przeznaczono dla nadawców komercyjnych nadających dotychczas naziemnie w analogu, a MUX-3 w całości dla TVP. MUX-4 uruchomiono jako TV Mobilna, obecnie to multipleks z kanałami kodowanymi, w przypadku MUX-5 planowany jest konkurs na operatora, MUX-6 to drugi multipleks, który przejęła TVP. Częstotliwości MUX-7, który miał nadawać na kanałach od 60 do 69 (tzw. pasmo 800 MHz) przeznaczono dla operatorów komórkowych. MUX-8 uruchomiono w 2016 roku, jego operatorem została firma Emitel i docelowo w całości będzie nadawać kanały nadawców komercyjnych wyłonionych w konkursie. MUX-9 o planowanym bardzo ograniczonym zasięgu został skasowany podczas procesu refarmingu.

#### 1. multipleks telewizyjny
Oficjalny start pierwszego multipleksu naziemnej telewizji cyfrowej to 14 grudnia 2011 roku. Na dzień 23 lipca 2013 roku zasięg multipleksu obejmuje 98,8% populacji kraju. Jest to multipleks przeznaczony dla nowych nadawców, którzy wcześniej nie nadawali drogą naziemną.
Skład multipleksu: (stan na 04.09.2023)
| Nr LCN | Nazwa programu | Logo | Data startu      | Nadawca                                                                                  | Kraj nadawania | Język              | Napisy  | Typ                             | Godziny nadawania | Teletekst | HbbTV | Format obrazu | Standard nadawania | Kompresja |
| ------ | -------------- | ---- | ---------------- | ---------------------------------------------------------------------------------------- | -------------- | ------------------ | ------- | ------------------------------- | ----------------- | --------- | ----- | ------------- | ------------------ | --------- |
| 12     | Eska TV HD     |      | 28 maja 2009     | Telewizja Polsat Sp. z o.o.                                                              | Polska         | polski             | brak    | muzyka pop, rozrywka            | 24 godziny        | nie       | tak   | 16:9 HDTV     | DVB-T2             | HEVC      |
| 13     | TTV HD         |      | 2 stycznia 2012  | TVN Discovery Polska                                                                     | Polska         | polski             | polskie | ogólny, rozrywka, lifestyle     | 24 godziny        | tak       | tak   | 16:9 HDTV     | DVB-T2             | HEVC      |
| 14     | Polo TV HD     |      | 7 maja 2011      | Telewizja Polsat Sp. z o.o.                                                              | Polska         | polski             | brak    | muzyka disco polo               | 24 godziny        | nie       | tak   | 16:9 HDTV     | DVB-T2             | HEVC      |
| 15     | Antena HD      |      | 1 maja 2021      | MWE Networks                                                                             | Polska         | polski             | brak    | ogólny                          | 24 godziny        | nie       | nie   | 16:9 HDTV     | DVB-T2             | HEVC      |
| 16     | TV Trwam HD    |      | 12 czerwca 2003  | Fundacja Lux Veritatis                                                                   | Polska         | polski             | brak    | religia, publicystyka, polityka | 24 godziny        | tak       | nie   | 16:9 HDTV     | DVB-T2             | HEVC      |
| 17     | Stopklatka HD  |      | 15 marca 2014    | Kino Polska TV S.A. i SPI International Polska (główni spółdziałowcy Stopklatka TV S.A.) | Polska         | polski, oryginalny | polskie | ogólny, filmowy                 | 24 godziny        | nie       | tak   | 16:9 HDTV     | DVB-T2             | HEVC      |
| 18     | Fokus TV HD    |      | 28 kwietnia 2014 | Telewizja Polsat Sp. z o.o.                                                              | Polska         | polski             | polskie | ogólny, edukacja, dokument      | 24 godziny        | tak       | tak   | 16:9 HDTV     | DVB-T2             | HEVC      |
| 49     | Wydarzenia 24  |      | 1 września 2021  | Telewizja Polsat Sp. z o.o.                                                              | Polska         | polski             | brak    | informacyjny                    | 24 godziny        | nie       | nie   | 16:9 HDTV     | DVB-T2             | HEVC      |

#### 2. multipleks telewizyjny
Oficjalny start drugiego multipleksu naziemnej telewizji cyfrowej to 30 września 2010 roku. Na dzień 23 lipca 2013 roku zasięg multipleksu obejmuje 98,8% populacji kraju. Jest to multipleks przeznaczony dla największych nadawców komercyjnych w Polsce, którzy wcześniej nadawali w systemie analogowej telewizji naziemnej.
Skład multipleksu: (stan na: 02.01.2017)
| Nr LCN | Nazwa programu  | Logo | Data startu                  | Nadawca                     | Kraj nadawania | Język              | Napisy TXT | Napisy DVB | Typ    | Godziny nadawania | Teletekst | HbbTV | Format obrazu | Standard nadawania | Kompresja |
| ------ | --------------- | ---- | ---------------------------- | --------------------------- | -------------- | ------------------ | ---------- | ---------- | ------ | ----------------- | --------- | ----- | ------------- | ------------------ | --------- |
| 4      | Polsat HD       |      | 5 grudnia 1992               | Telewizja Polsat Sp. z o.o. | Polska         | polski             | polskie    | polskie    | ogólny | 24 godziny        | tak       | tak   | 16:9 HDTV     | DVB-T2             | HEVC      |
| 5      | TVN HD          |      | 3 października 1997          | TVN Discovery Polska        | Polska         | polski, oryginalny | polskie    | polskie    | ogólny | 24 godziny        | tak       | tak   | 16:9 HDTV     | DVB-T2             | HEVC      |
| 6      | TV4 HD          |      | 1 kwietnia 2000              | Telewizja Polsat Sp. z o.o. | Polska         | polski             | polskie    | brak       | ogólny | 24 godziny        | tak       | tak   | 16:9 HDTV     | DVB-T2             | HEVC      |
| 7      | TV Puls HD      |      | 1 grudnia 1995/18 marca 2001 | Telewizja Puls Sp. z o.o.   | Polska         | polski             | polskie    | brak       | ogólny | 24 godziny        | nie       | nie   | 16:9 HDTV     | DVB-T2             | HEVC      |
| 8      | TVN 7 HD        |      | 6 grudnia 1996/1 marca 2002  | TVN Discovery Polska        | Polska         | polski, oryginalny | polskie    | polskie    | ogólny | 05:30-05:00       | tak       | tak   | 16:9 HDTV     | DVB-T2             | HEVC      |
| 9      | Puls 2 HD       |      | 19 lipca 2012                | Telewizja Puls Sp. z o.o.   | Polska         | polski             | polskie    | brak       | ogólny | 24 godziny        | nie       | nie   | 16:9 HDTV     | DVB-T2             | HEVC      |
| 10     | TV6 HD          |      | 30 maja 2011                 | Telewizja Polsat Sp. z o.o. | Polska         | polski             | polskie    | brak       | ogólny | 24 godziny        | tak       | tak   | 16:9 HDTV     | DVB-T2             | HEVC      |
| 11     | Super Polsat HD |      | 2 stycznia 2017              | Telewizja Polsat Sp. z o.o. | Polska         | polski             | polskie    | brak       | ogólny | 24 godziny        | tak       | tak   | 16:9 HDTV     | DVB-T2             | HEVC      |

#### 3. multipleks telewizyjny (Telewizja Polska S.A.)
Oficjalny start trzeciego multipleksu naziemnej telewizji cyfrowej to 27 października 2010 roku. Jest to multipleks przeznaczony dla nadawcy publicznego, czyli Telewizji Polskiej. Na dzień 23 lipca 2013 roku zasięg multipleksu obejmuje 99,5% populacji kraju i w związku z tym jest to multipleks o największym zasięgu. Dzieje się tak za sprawą telewizyjnych stacji retransmisyjnych, dzięki którym możliwy jest odbiór sygnału na terenach górskich, gdzie ze względu na ukształtowanie terenu odbiór z głównych stacji nadawczych jest utrudniony lub niemożliwy.
Skład multipleksu: (stan na 15.06.2022)
| Nr LCN | Nazwa programu | Logo | Data startu                           | Nadawca               | Kraj nadawania | Język              | Napisy TXT | Napisy DVB          | Typ                 | Godziny nadawania | Teletekst | HbbTV | Format obrazu | Standard nadawania | Kompresja |
| ------ | -------------- | ---- | ------------------------------------- | --------------------- | -------------- | ------------------ | ---------- | ------------------- | ------------------- | ----------------- | --------- | ----- | ------------- | ------------------ | --------- |
| 1      | TVP1 HD        |      | 25 października 1952/10 stycznia 2011 | Telewizja Polska S.A. | Polska         | polski, oryginalny | polskie    | polskie, angielskie | ogólny              | 05:00-04:30       | tak       | tak   | 16:9 HDTV     | DVB-T2             | HEVC      |
| 2      | TVP2 HD        |      | 2 października 1970/1 czerwca 2012    | Telewizja Polska S.A. | Polska         | polski, oryginalny | polskie    | polskie, angielskie | ogólny              | 05:15-04:15       | tak       | tak   | 16:9 HDTV     | DVB-T2             | HEVC      |
| 3      | TVP3           |      | 3 marca 2002/2 stycznia 2016          | Telewizja Polska S.A. | Polska         | polski             | polskie    | polskie             | regionalny          | 24 godziny        | tak       | tak   | 16:9 HDTV     | DVB-T2             | HEVC      |
| 29     | TVP ABC        |      | 15 lutego 2014                        | Telewizja Polska S.A. | Polska         | polski             | polskie    | polskie             | dla dzieci          | 04:05-23:55       | nie       | tak   | 16:9 HDTV     | DVB-T2             | HEVC      |
| 30     | TVP Kultura    |      | 23 października 2019                  | Telewizja Polska S.A. | Polska         | polski, oryginalny | brak       | brak                | kulturalny, filmowy | 07:00-05:50       | nie       | tak   | 16:9 HDTV     | DVB-T2             | HEVC      |
| 31     | TVP Historia   |      | 3 maja 2007                           | Telewizja Polska S.A. | Polska         | polski             | polskie    | polskie             | dokumentalny        | 06:50-03:00       | tak       | tak   | 16:9 HDTV     | DVB-T2             | HEVC      |
| 32     | TVP Sport      |      | 18 listopada 2006                     | Telewizja Polska S.A. | Polska         | polski             | brak       | polskie             | sportowy            | 05:30-05:15       | nie       | tak   | 16:9 HDTV     | DVB-T2             | HEVC      |
| 34     | TVP Info       |      | 7 października 2007/30 września 2016  | Telewizja Polska S.A. | Polska         | polski             | brak       | polskie             | informacyjny        | 24 godziny        | nie       | tak   | 16:9 HDTV     | DVB-T2             | HEVC      |
| 88     | TVP GO         |      | listopad 2021                         | Telewizja Polska S.A. | Polska         | polski, oryginalny | brak       | brak                | serwis HbbTV        | 24 godziny        | nie       | tak   | 16:9 SDTV     | DVB-T2, HbbTV      | HEVC      |
| 91     | TVP World      |      | 18 listopada 2021                     | Telewizja Polska S.A. | Polska         | angielski          | brak       | brak                | informacyjny        | 24 godziny        | nie       | tak   | 16:9 SDTV     | DVB-T2, HbbTV      | HEVC      |
| 92     | TVP Historia 2 |      | 1 marca 2021                          | Telewizja Polska S.A. | Polska         | polski             | brak       | brak                | historyczny         | 07:00-04:00       | nie       | tak   | 16:9 SDTV     | DVB-T2, HbbTV      | HEVC      |
| 93     | TVP ABC 2      |      | 23 marca 2020                         | Telewizja Polska S.A. | Polska         | polski             | brak       | brak                | edukacyjny          | 09:00-17:00       | nie       | tak   | 16:9 SDTV     | DVB-T2, HbbTV      | HEVC      |
| 94     | TVP Kultura 2  |      | 19 marca 2020                         | Telewizja Polska S.A. | Polska         | polski             | brak       | brak                | kulturany           | 08:00-00:00       | nie       | tak   | 16:9 SDTV     | DVB-T2, HbbTV      | HEVC      |

#### 6. multipleks telewizyjny (Telewizja Polska S.A.)
Oficjalny start szóstego multipleksu naziemnej telewizji cyfrowej to 1 lutego 2023 roku. Jest to multipleks przeznaczony dla nadawcy publicznego, czyli Telewizji Polskiej.
Skład multipleksu: (stan na 13.03.2024)
| Nr LCN | Nazwa programu | Logo | Data startu                        | Nadawca               | Kraj nadawania | Język              | Napisy  | Typ              | Godziny nadawania | Teletekst | HbbTV | Format obrazu          | Standard nadawania | Kompresja |
| ------ | -------------- | ---- | ---------------------------------- | --------------------- | -------------- | ------------------ | ------- | ---------------- | ----------------- | --------- | ----- | ---------------------- | ------------------ | --------- |
| 19     | TVP Polonia    |      | 24 października 1992/31 marca 1993 | Telewizja Polska S.A. | Polska         | polski, oryginalny | polskie | ogólny           | 24 godziny        | tak       | tak   | 16:9 HDTV 1080p 50 fps | DVB-T2             | HEVC      |
| 20     | TVP Nauka      |      | 3 października 2022                | Telewizja Polska S.A. | Polska         | polski             | tak     | naukowy          | 24 godziny        | nie       | tak   | 16:9 HDTV 1080p 50 fps | DVB-T2             | HEVC      |
| 24     | TVP Dokument   |      | 19 listopada 2020                  | Telewizja Polska S.A. | Polska         | polski             | tak     | dokumentalny     | 06:00-03:00       | nie       | tak   | 16:9 HDTV 1080p 50 fps | DVB-T2             | HEVC      |
| 27     | TVP Rozrywka   |      | 15 kwietnia 2013                   | Telewizja Polska S.A. | Polska         | polski             | tak     | rozrywkowy       | 06:15-04:30       | nie       | tak   | 16:9 HDTV 1080p 50 fps | DVB-T2             | HEVC      |
| 28     | Alfa TVP       |      | 24 stycznia 2023                   | Telewizja Polska S.A. | Polska         | polski             | tak     | młodzieżowy      | 06:00-00.00       | nie       | tak   | 16:9 HDTV 1080p 50 fps | DVB-T2             | HEVC      |
| 33     | TVP World      |      | 24 października 2022               | Telewizja Polska S.A. | Polska         | angielski          | tak     | informacyjny     | całodobowy        | nie       | tak   | 16:9 HDTV 1080p 50 fps | DVB-T2             | HEVC      |
| 35     | TVP Kobieta    |      | 8 marca 2021                       | Telewizja Polska S.A. | Polska         | polski             | brak    | poradnikowy      | 24 godziny        | nie       | tak   | 16:9 HDTV 1080p 50 fps | DVB-T2             | HEVC      |
| 36     | Biełsat TV     |      | 24 stycznia 2023                   | Telewizja Polska S.A. | Polska         | białoruski         | brak    | ogólnotematyczny | poradnikowy       | nie       | tak   | 16:9 HDTV 1080p 50 fps | DVB-T2             | HEVC      |

#### 8. multipleks telewizyjny
Ósmy multipleks naziemnej telewizji cyfrowej wystartował 1 sierpnia 2016 roku, a jego operatorem została firma Emitel. Jest to multipleks przeznaczony dla nowych nadawców, którzy wcześniej nie nadawali drogą naziemną.
Skład multipleksu (stan na 12.07.2024):
| Nr LCN | Nazwa programu                               | Logo | Data startu          | Nadawca                                         | Kraj nadawania | Język              | Napisy TXT                                  | Napisy DVB | Typ                   | Godziny nadawania | Teletekst | HbbTV | Format obrazu | Standard nadawania | Kompresja  |
| ------ | -------------------------------------------- | ---- | -------------------- | ----------------------------------------------- | -------------- | ------------------ | ------------------------------------------- | ---------- | --------------------- | ----------------- | --------- | ----- | ------------- | ------------------ | ---------- |
| 38     | Metro                                        |      | 2 grudnia 2016       | TVN Discovery Polska                            | Polska         | polski, oryginalny | brak                                        | polskie    | ogólny                | 06:00-05:58       | nie       | nie   | 16:9 SDTV     | DVB-T              | MPEG-4/AVC |
| 39     | Zoom TV                                      |      | 25 października 2016 | Kino Polska TV S.A. i SPI International Polska  | Polska         | polski             | brak                                        | polskie    | ogólny                | 24 godziny        | nie       | tak   | 16:9 SDTV     | DVB-T              | MPEG-4/AVC |
| 40     | Nowa TV                                      |      | 9 listopada 2016     | Telewizja Polsat Sp. z o.o.                     | Polska         | polski             | polskie, angielskie, francuskie, niemieckie | brak       | ogólny                | 24 godziny        | nie       | tak   | 16:9 SDTV     | DVB-T              | MPEG-4/AVC |
| 41     | WP                                           |      | 2 grudnia 2016       | Wirtualna Polska Holding S.A.                   | Polska         | polski             | brak                                        | brak       | ogólny                | 24 godziny        | nie       | nie   | 16:9 SDTV     | DVB-T              | MPEG-4/AVC |
| 50     | ViDoc TV (nadawanie zawieszone 14.02.2025r.) |      | 15 marca 2024        | Red Carpet Media Group S.A.                     | Polska         | polski             | brak                                        | brak       | filmowy, dokumentalny | 24 godziny        | nie       | nie   | 16:9 SDTV     | DVB-T              | MPEG-4/AVC |
| 51     | Republika                                    |      | 12 lipca 2024        | Telewizja Republika S.A.                        | Polska         | polski             | brak                                        | brak       | informacyjny          | 24 godziny        | nie       | tak   | 16:9 SDTV     | DVB-T              | MPEG-4/AVC |
| 52     | wPolsce24                                    |      | 2 września 2024      | Fratria Sp. z o.o.                              | Polska         | polski             | brak                                        | brak       | informacyjny          | 24 godziny        | nie       | nie   | 16:9 SDTV     | DVB-T              | MPEG-4/AVC |
| 86     | CDA Premium                                  |      | 1 marca 2023         | CDA Premium                                     | Polska         | brak               | brak                                        | brak       | serwis SVoD           | 24 godziny        | nie       | tak   | 16:9 SDTV     | DVB-T, HbbTV       | MPEG-4/AVC |
| 87     | Sklep Kapitan.pl                             |      | 15 maja 2024         | CDA Premium                                     | Polska         | brak               | brak                                        | brak       | serwis SVoD           | 24 godziny        | nie       | tak   | 16:9 SDTV     | DVB-T, HbbTV       | MPEG-4/AVC |
| 89     | Legia TV (serwis usunięty 13.01.2025r.)      |      | –                    | Legia Warszawa S.A.                             | Polska         | brak               | brak                                        | brak       | sportowy              | 24 godziny        | nie       | tak   | 16:9 SDTV     | DVB-T, HbbTV       | MPEG-4/AVC |
| 90     | EWTN (serwis usunięty 28.02.2025r.)          |      | 22 grudnia 2023      | EWTN                                            | Angielski      | brak               | brak                                        | brak       | religijny (katolicki) | 24 godziny        | nie       | tak   | 16:9 SDTV     | DVB-T, HbbTV       | MPEG-4/AVC |
| 95     | UA:Perszyj → test 95                         |      | 20 stycznia 1965     | Nacionalna suspilna tełeradiokompanija Ukrajiny | Ukraina        | ukraiński          | brak                                        | brak       | ogólny                | całodobowy        | nie       | tak   | 16:9 SDTV     | DVB-T, HbbTV       | MPEG-4/AVC |
| 96     | test 5 → test 96                             |      | –                    | Emitel S.A.                                     | Polska         | brak               | brak                                        | brak       | testowy               | brak              | nie       | nie   | brak          | DVB-T              | MPEG-4/AVC |
| 97     | test 6 → test 97                             |      | –                    | Emitel S.A.                                     | Polska         | brak               | brak                                        | brak       | testowy               | brak              | nie       | nie   | brak          | DVB-T              | MPEG-4/AVC |
| 98     | EmiRadio                                     |      | 2021                 | Emitel S.A.                                     | Polska         | brak               | brak                                        | brak       | platforma HbbTV       | 24 godziny        | nie       | nie   | brak          | DVB-T, HbbTV       | MPEG-4/AVC |
| 99     | EmiTV                                        |      | 2018                 | Emitel S.A.                                     | Polska         | brak               | brak                                        | brak       | platforma HbbTV       | 24 godziny        | nie       | tak   | brak          | DVB-T, HbbTV       | MPEG-4/AVC |
| 211    | test 211                                     |      | –                    | Emitel S.A.                                     | Polska         | brak               | brak                                        | brak       | testowy               | brak              | nie       | nie   | brak          | DVB-T              | MPEG-4/AVC |
| 212    | test 212                                     |      | –                    | Emitel S.A.                                     | Polska         | brak               | brak                                        | brak       | testowy               | brak              | nie       | nie   | brak          | DVB-T              | MPEG-4/AVC |
| 213    | test 213                                     |      | –                    | Emitel S.A.                                     | Polska         | brak               | brak                                        | brak       | testowy               | brak              | nie       | nie   | brak          | DVB-T              | MPEG-4/AVC |
| 214    | test 214                                     |      | –                    | Emitel S.A.                                     | Polska         | brak               | brak                                        | brak       | testowy               | brak              | nie       | nie   | brak          | DVB-T              | MPEG-4/AVC |
| 215    | test 215                                     |      | –                    | Emitel S.A.                                     | Polska         | brak               | brak                                        | brak       | testowy               | brak              | nie       | nie   | brak          | DVB-T              | MPEG-4/AVC |

### Lokalne multipleksy telewizyjne

#### Informacje ogólne
W Polsce funkcjonuje kilka lokalnych multipleksów (L1, L2, L3, L4 i L7). Planowano także uruchomić multipleksy L5, L6 i L8 (odpowiednio w Gorzowie Wielkopolskim, Zielonej Górze i Jeleniej Górze), jednak do przetargu nie zgłosił się żaden zainteresowany operator. Częstotliwości nadawania:
- MUX L1 – Jelenia Góra / Łysa Góra - k. 38 (610 MHz)
- MUX L2 – Rybnik / komin PGE, Ornontowice / komin Budryk - k. 47 (682 MHz)
- MUX L3 – Częstochowa / komin Mleczgal, Tomaszów Mazowiecki / komin Wistom - k. 36 (594 MHz)
- MUX L4 – Wrocław / Sky Tower, Świdnica / ul. Skłodowskiej-Curie - k. 27 (522 MHz)
- MUX L7 – Lubin / komin MPEC Termal, Jakubów koło Głogowa / 70 m wieża - k. 43 (650 MHz)

#### 1 lokalny multipleks telewizyjny
12 września 2014 jako trzeci w kolejności uruchamiania ruszył multipleks lokalny (MUX L1), którego operatorem była Telewizja Łużyce. Wcześniej od maja 2014 spółka Emitel przeprowadzała emisję testową. Obok Telewizji Łużyce, która z uwagi na fakt, iż nadawała na tym obszarze naziemnie analogowo, miała zapewnione miejsce w tym multipleksie, za jego pośrednictwem możemy oglądać kilka kanałów ogólnopolskich (Stars.TV i Eska TV Extra). Multipleks powrócił 15 sierpnia 2021 do nadawania jako emisja testowa. W kolejnych dniach zaczęły nadawać kanały telewizyjne. W ramach multipleksu nadawane są 4 programy lokalne oraz 11 programów ogólnopolskich.
Skład multipleksu (stan na 12.01.2024):
| Nr LCN               | Nazwa programu             | Logo | Data startu                      | Nadawca                  | Kraj nadawania | Język  | Napisy | Typ                            | Godziny nadawania | Teletekst | HbbTV | Format obrazu | Standard nadawania | Kompresja |
| -------------------- | -------------------------- | ---- | -------------------------------- | ------------------------ | -------------- | ------ | ------ | ------------------------------ | ----------------- | --------- | ----- | ------------- | ------------------ | --------- |
| 23→43                | TVC                        |      | 1994/1 grudnia 2020              | MWE Networks             | Polska         | polski | brak   | ogólny                         | 06:00-01:00       | nie       | nie   | 4:3/16:9 SDTV | DVB-T2             | HEVC      |
| 24→55                | Echo24 HD                  |      | 3 października 2016/2 lipca 2019 | MWE Networks             | Polska         | polski | brak   | lokalny (część dolnośląskiego) | 24 godziny        | nie       | nie   | 16:9 HDTV     | DVB-T2             | HEVC      |
| 25→50→60             | TV Dami/TV Bolesławiec     |      | 1999/1991                        |                          | Polska         | polski |        | lokalny                        |                   | nie       | nie   | 16:9 SDTV     | DVB-T2             | HEVC      |
| 60→61                | TVT Zgorzelec              |      | 1 lutego 2012                    | Telewizja Regionalna TVT | Polska         | polski | brak   | lokalny                        |                   | nie       | nie   | 16:9 SDTV     | DVB-T2             | HEVC      |
| 52→25→58             | Stars.TV                   |      | 19 października 2012             | JBD S.A.                 | Polska         | polski | brak   | muzyka oldies                  | 24 godziny        | nie       | nie   | 16:9 SDTV     | DVB-T2             | HEVC      |
| 55→26→77→51→usunięty | Xtreme TV                  |      | 3 sierpnia 2020                  | MWE Networks             | Polska         | polski | brak   | wędkarski                      | 24 godziny        | nie       | nie   | 16;9 SDTV     | DVB-T2             | HEVC      |
| 59→76→74→usunięty    | TV Republika               |      | 10 kwietnia 2013                 | Telewizja Republika      | Polska         | polski | brak   | informacje, publicystyka       | 24 godziny        | nie       | nie   | 16:9 SDTV     | DVB-T2             | HEVC      |
| 60→58→usunięty→42    | TV Okazje                  |      | 2 października 2017              | TVO                      | Polska         | polski | brak   | telezakupowy                   | 24 godziny        | nie       | nie   | 16:9 SDTV     | DVB-T2             | HEVC      |
| 61→usunięty→74       | Power TV HD                |      | 19 listopada 2013                | MWE Networks             | Polska         | polski | brak   | muzyczny                       | 24 godziny        | nie       | nie   | 16:9 HDTV     | DVB-T2             | HEVC      |
| 62→76→usunięty       | Nuta.TV                    |      | 1 września 2015                  | MWE Networks             | Polska         | polski | brak   | muzyczny                       | 24 godziny        | nie       | nie   | 16:9 SDTV     | DVB-T2             | HEVC      |
| 63→49→51→52→42→22    | Home TV                    |      | 19 grudnia 2010                  | MWE Networks             | Polska         | polski | brak   | o domach                       | 24 godziny        | nie       | nie   | 16:9 SDTV     | DVB-T2             | HEVC      |
| 64→21→usunięty       | Nuta Gold                  |      | 15 czerwca 2003                  | MWE Networks             | Polska         | polski | brak   | muzyka                         | 24 godziny        | nie       | nie   | 16:9 SDTV     | DVB-T2             | HEVC      |
| 65→26→21             | Top Kids Jr (Junior Music) |      | 16 kwietnia 2019                 | MWE Networks             | Polska         | polski | brak   | muzyczny dla dzieci            | 6:00-23:00        | nie       | nie   | 16:9 SDTV     | DVB-T2             | HEVC      |
| 69→22→25             | Filmax                     |      | 30 grudnia 2020                  | MWE Networks             | Polska         | polski | brak   | muzyczno-rozrywkowy            | 24 godziny        | nie       | nie   | 16:9 SDTV     | DVB-T2             | HEVC      |
| 26→75→usunięty       | wPolsce.pl                 |      | 9 października 2017              | Fratria                  | Polska         | polski | brak   | publicystyka                   | 24 godziny        | nie       | nie   | 16:9 SDTV     | DVB-T2             | HEVC      |
| 22→usunięty→76       | Szlagier TV                |      |                                  |                          | Polska         | polski |        |                                |                   |           |       |               | DVB-T2             | HEVC      |
| 23                   | TVC Super                  |      |                                  |                          | Polska         | polski |        |                                |                   |           |       |               | DVB-T2             | HEVC      |
| 26                   | Pogoda24.tv                |      |                                  |                          | Polska         | polski |        |                                |                   |           |       |               | DVB-T2             | HEVC      |
| 76→usunięty          | TVS                        |      | 29 marca 2008                    |                          | Polska         | polski |        |                                |                   |           |       |               | DVB-T2             | HEVC      |

#### 2 lokalny multipleks telewizyjny
20 grudnia 2013 jako drugi w kolejności uruchamiania rozpoczął nadawanie drugi multipleks lokalny w ramach naziemnej telewizji cyfrowej (MUX L2), którego operatorem jest Telewizja TVT sp. z o.o. W ramach multipleksu nadawany jest program lokalny oraz 6 programów ogólnopolskich:
Skład multipleksu (stan na 12.01.2024):
| Nr LCN               | Nazwa programu    | Logo | Data startu          | Nadawca                     | Kraj nadawania | Język              | Napisy  | Typ                            | Godziny nadawania | Teletekst | HbbTV | Format obrazu | Standard nadawania | Kompresja |
| -------------------- | ----------------- | ---- | -------------------- | --------------------------- | -------------- | ------------------ | ------- | ------------------------------ | ----------------- | --------- | ----- | ------------- | ------------------ | --------- |
| 56→usunięty          | TVN HD            |      | 28 sierpnia 2007     | TVN Discovery Polska        | Polska         | polski, oryginalny | polskie | ogólny                         | 24 godziny        | tak       | tak   | 16:9 HDTV     | DVB-T2             | HEVC      |
| 57→usunięty          | TVN 7 HD          |      | 4 listopada 2011     | TVN Discovery Polska        | Polska         | polski, oryginalny | polskie | ogólny, film, serial, rozrywka | 05:30-05:00       | tak       | tak   | 16:9 HDTV     | DVB-T2             | HEVC      |
| 22 oraz 55           | TVT               |      | 15 maja 2007         | Telewizja TVT Sp. z o.o.    | Polska         | polski             | brak    | regionalny (śląskie)           | 24 godziny        | nie       | nie   | 16:9 SDTV     | DVB-T2             | HEVC      |
| 43→53→56→usunięty→56 | Nowa TV HD        |      | 9 listopada 2016     | Telewizja Polsat Sp. z o.o. | Polska         | polski             | brak    | ogólny                         | 24 godziny        | nie       | nie   | 16:9 SDTV     | DVB-T2             | HEVC      |
| 52→25                | Stars.TV          |      | 19 października 2012 | JBD S.A.                    | Polska         | polski             | brak    | muzyka oldies                  | 24 godziny        | nie       | nie   | 16:9 SDTV     | DVB-T2             | HEVC      |
| 59→23                | TV Republika      |      | 10 kwietnia 2013     | Telewizja Republika         | Polska         | polski             | brak    | informacje, publicystyka       | 24 godziny        | nie       | nie   | 16:9 SDTV     | DVB-T2             | HEVC      |
| 23→53                | TV Republika Plus |      | 9 sierpnia 2024      | Telewizja Republika         | Polska         | polski             | brak    | informacje, publicystyka       | 24 godziny        | nie       | nie   | 16:9 SDTV     | DVB-T2             | HEVC      |
| 60→59                | TV Okazje         |      | 2 października 2017  | TVO                         | Polska         | polski             | brak    | telezakupowy                   | 24 godziny        | nie       | nie   | 16:9 SDTV     | DVB-T2             | HEVC      |
| 54→usunięty          | TVS               |      | 29 marca 2008        |                             | Polska         | polski             |         |                                |                   |           |       | 16:9 HDTV     | DVB-T2             | HEVC      |
| 58→26→usunięty       | Kabaret TV        |      |                      |                             | Polska         | polski             |         |                                |                   |           |       | 16:9 SDTV     | DVB-T2             | HEVC      |
| 57                   | Dolce Vita TV     |      |                      |                             | Polska         | polski             |         |                                |                   |           |       | 16:9 HDTV     | DVB-T2             | HEVC      |
| 58                   | Wydarzenia 24     |      |                      |                             | Polska         | polski             |         |                                |                   |           |       | 16:9 SDTV     | DVB-T2             | HEVC      |

#### 3 lokalny multipleks telewizyjny
19 grudnia 2013 jako pierwszy w kolejności uruchamiania rozpoczął nadawanie trzeci multipleks lokalny w ramach naziemnej telewizji cyfrowej (MUX L3), którego operatorem jest NTL Radomsko sp. z o.o. W ramach multipleksu nadawany jest program regionalny dla 2 województw w centralnej Polsce (łódzkie i północne powiaty województwa śląskiego) oraz 9 programów ogólnopolskich:
Skład multipleksu (stan na 1.08.2024):
| Nr LCN         | Nazwa programu | Logo | Data startu          | Nadawca                  | Kraj nadawania | Język  | Napisy | Typ                       | Godziny nadawania | Teletekst | HbbTV | Format obrazu |
| -------------- | -------------- | ---- | -------------------- | ------------------------ | -------------- | ------ | ------ | ------------------------- | ----------------- | --------- | ----- | ------------- |
| 21             | Junior Channel |      | 1 marca 2024         | MWE Networks             | Polska         | polski | brak   | dziecięcy                 | 24H               | nie       | nie   | 16:9 HDTV     |
| 22→usunięty→76 | Szlagier TV    |      | 8 kwietnia 2024      | MWE Networks             | Polska         | polski | brak   | muzyczny                  | 24H               | nie       | nie   | 16:9 HDTV     |
| 23             | TVC            |      | 1994/1 grudnia 2020  | MWE Networks             | Polska         | polski | brak   | ogólny                    | 24H               | nie       | nie   | 16:9 HDTV     |
| 25             | TVC Super      |      | 8 kwietnia 2024      | MWE Networks             | Polska         | polski | brak   | ogólny                    | 24H               | nie       | nie   | 16:9 HDTV     |
| 26             | Pogoda TV      |      | 1 marca 2024         | MWE Networks             | Polska         | polski | brak   | informacyjny              | 24H               | nie       | nie   | 16:9 SDTV     |
| 42→22          | Home TV        |      | 1 grudnia 2020       | MWE Networks             | Polska         | polski | brak   | ogrodniczy                | 24H               | nie       | nie   | 16:9 SDTV     |
| 53             | Filmax         |      | 30 grudnia 2020      | MWE Networks             | Polska         | polski | brak   | ogólny                    | 24H               | nie       | nie   | 16:9 HDTV     |
| 58             | Stars.TV       |      | 19 października 2012 | JBD S.A.                 | Polska         | polski | brak   | muzyka oldies             | 24 godziny        | nie       | nie   | 16:9 SDTV     |
| 74→usunięty    | TV Republika   |      | 10 kwietnia 2013     | Telewizja Republika S.A. | Polska         | polski | brak   | informacyjny              | 24H               | nie       | nie   | 16:9 SDTV     |
| 76→usunięty    | TVS            |      | 29 marca 2008        | TVS Sp. z o. o.          | Polska         | polski | brak   | ogólny                    | 24H               | nie       | nie   | 16:9 SDTV     |
| 42             | TV Okazje      |      | 2 października 2017  | TVO Sp. z o.o.           | Polska         | polski | brak   | telezakupy                | 24 godziny        | nie       | nie   | 16:9 SDTV     |
| 74             | Power TV       |      | 19 listopada 2013    | MWE Networks             | Polska         | polski | brak   | muzyka dance / disco polo | 24 godziny        | nie       | nie   | 16:9 SDTV     |

#### 4 lokalny multipleks telewizyjny
1 września 2015 jako czwarty w kolejności uruchamiania rozpoczął nadawanie czwarty multipleks lokalny w ramach naziemnej telewizji cyfrowej (MUX L4), którego operatorem jest Telewizja Dolnośląska ECHO Sp. z o.o., a od 13 maja 2018 MWE Networks. Programem lokalnym jest telewizja Echo24, która 31 marca 2018 została zamknięta i została reaktywowana w 2019.
| Nr LCN         | Nazwa programu             | Logo | Data startu                      | Nadawca                     | Kraj nadawania | Język              | Napisy  | Typ                            | Godziny nadawania | Teletekst | HbbTV | Format obrazu |
| -------------- | -------------------------- | ---- | -------------------------------- | --------------------------- | -------------- | ------------------ | ------- | ------------------------------ | ----------------- | --------- | ----- | ------------- |
| 37             | Polsat HD                  |      | 1 września 2009                  | Telewizja Polsat Sp. z o.o. | Polska         | polski             | polskie | ogólny                         | 24 godziny        | tak       | tak   | 16:9 HDTV     |
| 42→usunięty    | TVN HD                     |      | 28 sierpnia 2007                 | TVN Discovery Polska        | Polska         | polski             | polskie | ogólny                         | 24 godziny        | nie       | tak   | 16:9 HDTV     |
| 23→usunięty    | TVC HD                     |      | 1994/1 grudnia 2020              | MWE Networks                | Polska         | polski             | brak    | ogólny                         | 06:00-01:00       | nie       | nie   | 16:9 HDTV     |
| 42→22          | Home TV                    |      | 1 grudnia 2020                   | MWE Networks                | Polska         | polski             | brak    | ogrodniczy                     | 24H               | nie       | nie   | 16:9 SDTV     |
| 24→55          | Echo24 HD                  |      | 3 października 2016/2 lipca 2019 | MWE Networks                | Polska         | polski             | brak    | lokalny (część dolnośląskiego) | 24 godziny        | nie       | nie   | 16:9 HDTV     |
| 52→25→48       | Stars.TV                   |      | 19 października 2012             | JBD S.A.                    | Polska         | polski             | brak    | muzyka oldies                  | 24 godziny        | nie       | nie   | 16:9 SDTV     |
| 55→26→usunięty | Xtreme TV                  |      | 3 sierpnia 2020                  | MWE Networks                | Polska         | polski             | brak    | telezakupowy                   | 24 godziny        | nie       | nie   | 16:9 SDTV     |
| 60→usunięty→42 | TV Okazje                  |      | 2 października 2017              | TVO Sp. z o.o.              | Polska         | polski             | brak    | telezakupy                     | 24 godziny        | nie       | nie   | 16:9 SDTV     |
| 61→usunięty→74 | Power TV                   |      | 19 listopada 2013                | MWE Networks                | Polska         | polski             | brak    | muzyka dance / disco polo      | 24 godziny        | nie       | nie   | 16:9 SDTV     |
| 62→usunięty    | Nuta.TV                    |      | 1 września 2015                  | MWE Networks                | Polska         | polski             | brak    | muzyka pop                     | 24 godziny        | nie       | nie   | 16:9 SDTV     |
| 64→usunięty    | Nuta Gold                  |      | 15 czerwca 2003                  | MWE Networks                | Polska         | polski             | brak    | muzyka                         | 24 godziny        | nie       | nie   | 16:9 SDTV     |
| 65→21          | Top Kids Jr (Junior Music) |      | 5 kwietnia 2019                  | MWE Networks                | Polska         | polski             | brak    | muzyka dla dzieci              | 24 godziny        | nie       | nie   | 16:9 SDTV     |
| 69→25          | Filmax                     |      | 30 grudnia 2020                  | MWE Networks                | Polska         | polski             | brak    | muzyczno-rozrywkowy            | 24 godziny        | nie       | nie   | 16:9 SDTV     |
| 7→usunięty     | TV Puls                    |      | 1 grudnia 1995/18 marca 2001     | Telewizja Puls Sp. z o.o.   | Polska         | polski, oryginalny | brak    | ogólny                         | 24 godziny        | nie       | nie   | 4:3/16:9 SDTV |
| 9→usunięty     | Puls 2                     |      | 19 lipca 2012                    | Telewizja Puls Sp. z o.o.   | Polska         | polski, oryginalny | brak    | ogólny                         | 24 godziny        | nie       | nie   | 4:3/16:9 SDTV |
| 26             | Pogoda24.TV                |      |                                  |                             | Polska         | polski             |         |                                |                   |           |       |               |
| 22→usunięty→76 | Szlagier TV                |      |                                  |                             | Polska         | polski             |         |                                |                   |           |       |               |
| 23             | TVC Super                  |      |                                  |                             | Polska         | polski             |         |                                |                   |           |       |               |
| 76→usunięty    | TVS                        |      | 29 marca 2008                    |                             | Polska         | polski             |         |                                |                   |           |       |               |
| 74→usunięty    | Republika TV               |      |                                  |                             | Polska         | polski             |         |                                |                   |           |       |               |

#### 7 lokalny multipleks telewizyjny
28 września 2015 jako piąty w kolejności uruchamiania emisję rozpoczął siódmy multipleks lokalny w ramach naziemnej telewizji cyfrowej (MUX L7), którego operatorem jest TVL Sp. z o.o. Telewizja. W ramach multipleksu nadawany jest program lokalny i 3 programy ogólnopolskie:
| Nr LCN      | Nazwa programu  | Logo | Data startu           | Nadawca                                                                 | Kraj nadawania | Język              | Napisy  | Typ                  | Godziny nadawania | Teletekst | HbbTV | Format obrazu |
| ----------- | --------------- | ---- | --------------------- | ----------------------------------------------------------------------- | -------------- | ------------------ | ------- | -------------------- | ----------------- | --------- | ----- | ------------- |
| 27→62→22    | TV Regionalna   |      | 1990/28 września 2015 | TVL Sp. z o.o. (producent programu)/Fundacja GIA DINH (koncesjonariusz) | Polska         | polski             | brak    | ogólny               | 24 godziny        | nie       | nie   | 16:9 SDTV     |
| 60→59→26    | TV Okazje       |      | 2 października 2017   | TVO                                                                     | Polska         | polski             | brak    | telezakupowy         | 24 godziny        | nie       | nie   | 16:9 HDTV     |
| 43→53→25    | Nowa TV HD      |      | 9 listopada 2016      | Telewizja Polsat Sp. z o.o.                                             | Polska         | polski             | brak    | ogólny               | 24 godziny        | nie       | nie   | 16:9 HDTV     |
| 162→63→21   | Polsat HD       |      | 1 września 2009       | Telewizja Polsat Sp. z o.o.                                             | Polska         | polski, oryginalny | polskie | ogólny               | 24 godziny        | tak       | tak   | 16:9 HDTV     |
| 54→23       | TV Republika HD |      |                       |                                                                         | Polska         | polski             | polskie |                      |                   |           |       |               |
| 57→usunięty | EWTN HD         |      |                       |                                                                         | Polska         | polski             | polskie |                      |                   |           |       |               |
| 44          | TVT             |      | 15 maja 2007          | Telewizja TVT Sp. z o.o.                                                | Polska         | polski             | brak    | regionalny (śląskie) | 24 godziny        | nie       | nie   | 960x540 (qHD) |

#### Multipleks lokalnyLRTw Suwałkach
Multipleks lokalny dla mniejszości litewskiej nadający tylko jeden program telewizyjny w rejonie miasta Suwałk:
| Nr LCN | Nazwa programu | Logo | Data startu                    | Nadawca | Kraj nadawania | Język    | Napisy | Typ    | Godziny nadawania | Teletekst | HbbTV | Format obrazu |
| ------ | -------------- | ---- | ------------------------------ | ------- | -------------- | -------- | ------ | ------ | ----------------- | --------- | ----- | ------------- |
| 100    | LRT Lituanica  |      | 23 września 2007/28 lipca 2012 | LRT     | Litwa          | litewski | brak   | ogólny | 24 godziny        | tak       | nie   | 16:9 SDTV     |

### Testowe multipleksy telewizyjne

#### Multipleks testowy BCAST Sp. z o.o. (BCAST Sp. z o.o.)[56]
| Nr LCN            | Nazwa programu    | Logo | Data startu           | Nadawca                                                                 | Kraj nadawania | Język              | Napisy  | Typ          | Godziny nadawania | Teletekst | HbbTV | Format obrazu | Standard nadawania | Kompresja |
| ----------------- | ----------------- | ---- | --------------------- | ----------------------------------------------------------------------- | -------------- | ------------------ | ------- | ------------ | ----------------- | --------- | ----- | ------------- | ------------------ | --------- |
| 27→62→usunięty    | TV Regionalna     |      | 1990/28 września 2015 | TVL Sp. z o.o. (producent programu)/Fundacja GIA DINH (koncesjonariusz) | Polska         | polski             | brak    | ogólny       | 24 godziny        | nie       | nie   | 16:9 SDTV     | DVB-T2             | HEVC      |
| 43→53→22          | Nowa TV HD        |      | 9 listopada 2016      | Telewizja Polsat Sp. z o.o.                                             | Polska         | polski             | brak    | ogólny       | 24 godziny        | nie       | nie   | 16:9 HDTV     | DVB-T2             | HEVC      |
| 46→56→usunięty→25 | Stars.TV          |      | 19 października 2012  | JBD S.A.                                                                | Polska         | polski             | brak    | muzyczny     | 24 godziny        | nie       | nie   | 16:9 HDTV     | DVB-T2             | HEVC      |
| 47→57→usunięty    | EWTN              |      | 20 października 2018  | Eternal Word Television Network, Inc.                                   | Polska         | polski             | brak    | religijny    | 24 godziny        | nie       | nie   | 16:9 HDTV     | DVB-T2             | HEVC      |
| 162→50→63→21      | Polsat HD         |      | 1 września 2009       | Telewizja Polsat Sp. z o.o.                                             | Polska         | polski, oryginalny | polskie | ogólny       | 24 godziny        | tak       | tak   | 16:9 HDTV     | DVB-T2             | HEVC      |
| 59→54→usunięty    | TV Republika HD   |      | 10 kwietnia 2013      | Telewizja Republika                                                     | Polska         | polski             | polskie | ogólny       | 24 godziny        | nie       | nie   | 16:9 HDTV     | DVB-T2             | HEVC      |
| 60→59→23          | TV Okazje         |      | 2 października 2017   | TVO Sp. z o.o.                                                          | Polska         | polski             | brak    | telezakupowy | 24 godziny        | nie       | nie   | 16:9 HDTV     | DVB-T2             | HEVC      |
| 49→usunięty       | 4fun Kids         |      |                       | 4Fun Media                                                              | Polska         | polski             | brak    | muzyczny     | 24 godziny        | nie       | nie   | SDTV          | DVB-T2             | HEVC      |
| 62→usunięty       | wPolsce24         |      |                       |                                                                         | Polska         | polski             |         |              |                   |           |       |               | DVB-T2             | HEVC      |
| 55→usunięty       | TV Media Narodowe |      |                       |                                                                         | Polska         | polski             |         |              |                   |           |       |               | DVB-T2             | HEVC      |

## Harmonogramy zmian telewizji naziemnej w Polsce

### Harmonogram wyłączania telewizji analogowej
| Etapy wyłączania | Harmonogram                                            | Realizacja |
| ---------------- | ------------------------------------------------------ | --- |
| Etap 1           | 7 listopada 2012 zaprzestano emisji przez 2 nadajniki  | 7 listopada 2012 wyłączono nadajniki w Zielonej Górze i Żaganiu |
| Etap 2           | 28 listopada 2012 zaprzestano emisji przez 3 nadajniki | 28 listopada 2012 wyłączono nadajniki w Iławie, Gdańsku i Poznaniu |
| Etap 3           | 19 marca 2013 zaprzestano emisji przez 5 nadajników    | 19 marca 2013 wyłączono nadajniki w Elblągu, Rzeszowie, Szczecinie, Warszawie i Wiśle |
| Etap 4           | 22 kwietnia 2013 zaprzestano emisji przez 9 nadajników | 22 kwietnia 2013 wyłączono nadajniki w Częstochowie, Gorlicach, Kłodzku, Opolu, Rabce, Szczawnicy, Tarnowie, Wrocławiu i Zakopanem                                                        |
| Etap 5           | 20 maja 2013 zaprzestano emisji przez 12 nadajników    | 20 maja 2013 wyłączono nadajniki w Białogardzie, Bydgoszczy, Gnieźnie, Kaliszu, Katowicach, Koninie, Koszalinie, Krakowie, Lęborku, Łodzi, Pile i Świnoujściu                             |
| Etap 6           | 17 czerwca 2013 zaprzestano emisji przez 12 nadajników | 17 czerwca 2013 wyłączono nadajniki w Białej Podlaskiej, Białymstoku, Bieszczadach, Dęblinie, Kielcach, Lublinie, Olsztynie, Opocznie, Płocku, Przemyślu, Siedlcach, Suwałkach i Zamościu |
| Etap 7           | 23 lipca 2013 zaprzestano emisji przez 4 nadajniki     | 23 lipca 2013 wyłączono nadajniki w Giżycku, Jeleniej Górze, Leżajsku i Ostrołęce |

TV Puls swoje ostatnie analogowe nadajniki wyłączyła 20 maja 2013. Tym samym jest ona pierwszym ogólnopolskim nadawcą, który zakończył nadawanie naziemne w formie analogowej. TV4 swoje ostatnie nadajniki analogowe wyłączył 17 czerwca 2013. Ostatnimi nadawcami ogólnopolskimi, którzy 23 lipca 2013 wyłączyli swoje ostatnie nadajniki analogowe są TVP, TVN i Polsat. Ostatni nadajnik telewizji analogowej w Polsce, wykorzystywany przez lokalną stację NTL Radomsko, wyłączono 16 lutego 2015 po godzinie 13:00.

## Zasięg multipleksów
Na dzień 23 lipca 2013 zasięg multipleksów wygląda następująco:
- MUX 1 – 98,8%
- MUX 2 – 98,8%
- MUX 3 – 99,5%[59].

## Lista bezpłatnych stacji TV nadawanych na multipleksach ogólnopolskich
W nocy z 5 na 6 grudnia 2011 roku, w sygnale multipleksów telewizyjnych pojawiły się numery LCN (Logical Channel Number). Oznacza to, że odbiorniki podczas automatycznego strojenia powinny automatycznie umieścić dostępne programy na odpowiednich pozycjach.
Obecna lista programów to (stan na: 1.04.2025):
Ostatnia aktualizacja: Zawieszenie emisji kanału ViDoc TV.
| Nr LCN | Nazwa programu                               | Logo | Multipleks    | Data startu                                | Nadawca                                                                            | Kraj nadawania | Język / Dźwięk     | Napisy TXT | Napisy DVB          | Typ                         | Godziny nadawania | Teletekst | HbbTV | Format obrazu | Standard nadawania | Kompresja   |
| ------ | -------------------------------------------- | ---- | ------------- | ------------------------------------------ | ---------------------------------------------------------------------------------- | -------------- | ------------------ | ---------- | ------------------- | --------------------------- | ----------------- | --------- | ----- | ------------- | ------------------ | ----------- |
| 1      | TVP1                                         |      | MUX 3         | 25 października 1952/10 stycznia 2011 (HD) | Telewizja Polska S.A.                                                              | Polska         | polski, oryginalny | polskie    | polskie, angielskie | ogólny                      | 05:15-04:30       | tak       | tak   | 16:9 HDTV     | DVB-T2             | HEVC        |
| 2      | TVP2                                         |      | MUX 3         | 2 października 1970/1 czerwca 2012 (HD)    | Telewizja Polska S.A.                                                              | Polska         | polski, oryginalny | polskie    | polskie, angielskie | ogólny                      | 05:15-04:00       | tak       | tak   | 16:9 HDTV     | DVB-T2             | HEVC        |
| 3      | TVP3                                         |      | MUX 3         | 3 marca 2002/2 stycznia 2016               | Telewizja Polska S.A.                                                              | Polska         | polski             | polskie    | polskie             | regionalny                  | 24 godziny        | tak       | tak   | 16:9 HDTV     | DVB-T2             | HEVC        |
| 4      | Polsat                                       |      | MUX 2, L4, L7 | 5 grudnia 1992                             | Telewizja Polsat Sp. z o.o.                                                        | Polska         | polski             | polskie    | polskie             | ogólny                      | 24 godziny        | tak       | tak   | 16:9 HDTV     | DVB-T DVB-T2       | MPEG-4 HEVC |
| 5      | TVN                                          |      | MUX 2, L2, L4 | 3 października 1997                        | TVN Discovery Polska                                                               | Polska         | polski, oryginalny | polskie    | polskie             | ogólny                      | 24 godziny        | tak       | tak   | 16:9 HDTV     | DVB-T DVB-T2       | MPEG-4 HEVC |
| 6      | TV4                                          |      | MUX 2         | 1 kwietnia 2000                            | Telewizja Polsat Sp. z o.o.                                                        | Polska         | polski, oryginalny | polskie    | brak                | ogólny                      | 24 godziny        | tak       | tak   | 16:9 HDTV     | DVB-T2             | HEVC        |
| 7      | TV Puls                                      |      | MUX 2         | 1 grudnia 1995/18 marca 2001               | Telewizja Puls Sp. z o.o.                                                          | Polska         | polski, oryginalny | polskie    | brak                | ogólny                      | 24 godziny        | nie       | nie   | 4:3/16:9 HDTV | DVB-T2             | HEVC        |
| 8      | TVN 7                                        |      | MUX 2, L2     | 6 grudnia 1996/1 marca 2002                | TVN Discovery Polska                                                               | Polska         | polski, oryginalny | polskie    | polskie             | ogólny                      | 05:15-05:05       | tak       | nie   | 16:9 HDTV     | DVB-T DVB-T2       | MPEG-4 HEVC |
| 9      | Puls 2                                       |      | MUX 2         | 19 lipca 2012                              | Telewizja Puls Sp. z o.o.                                                          | Polska         | polski, oryginalny | polskie    | brak                | ogólny                      | 24 godziny        | nie       | nie   | 16:9 HDTV     | DVB-T2             | HEVC        |
| 10     | TV6                                          |      | MUX 2         | 30 maja 2011                               | Telewizja Polsat Sp. z o.o.                                                        | Polska         | polski, oryginalny | polskie    | brak                | ogólny                      | 24 godziny        | tak       | tak   | 16:9 HDTV     | DVB-T2             | HEVC        |
| 11     | Super Polsat                                 |      | MUX 2         | 2 stycznia 2017                            | Telewizja Polsat Sp. z o.o.                                                        | Polska         | polski, oryginalny | polskie    | brak                | ogólny                      | 24 godziny        | tak       | tak   | 16:9 HDTV     | DVB-T2             | HEVC        |
| 12     | Eska TV                                      |      | MUX 1         | 28 maja 2009                               | Telewizja Polsat Sp. z o.o.                                                        | Polska         | polski             | polskie    | brak                | rozrywkowo-muzyczny         | 24 godziny        | nie       | nie   | 16:9 HDTV     | DVB-T2             | HEVC        |
| 13     | TTV                                          |      | MUX 1         | 2 stycznia 2012                            | TVN Discovery Polska                                                               | Polska         | polski             | polskie    | brak                | ogólny                      | 24 godziny        | tak       | nie   | 16:9 HDTV     | DVB-T2             | HEVC        |
| 14     | Polo TV                                      |      | MUX 1         | 7 maja 2011                                | Telewizja Polsat Sp. z o.o.                                                        | Polska         | polski             | polskie    | brak                | muzyczny                    | 24 godziny        | tak       | nie   | 16:9 HDTV     | DVB-T2             | HEVC        |
| 15     | Antena HD                                    |      | MUX 1         | 1 maja 2021                                | MWE Networks                                                                       | Polska         | polski             | brak       | brak                | ogólny                      | 24 godziny        | nie       | nie   | 16:9 HDTV     | DVB-T2             | HEVC        |
| 16     | TV Trwam                                     |      | MUX 1         | 12 czerwca 2003                            | Fundacja Lux Veritatis                                                             | Polska         | polski             | brak       | brak                | społeczno-religijny         | 24 godziny        | nie       | nie   | 16:9 HDTV     | DVB-T2             | HEVC        |
| 17     | Stopklatka TV                                |      | MUX 1         | 15 marca 2014                              | Kino Polska TV S.A. i SPI International Polska (główni udziałowcy Stopklatki S.A.) | Polska         | polski, oryginalny | brak       | polskie             | filmowy                     | 24 godziny        | nie       | tak   | 4:3/16:9 HDTV | DVB-T2             | HEVC        |
| 18     | Fokus TV                                     |      | MUX 1         | 28 kwietnia 2014                           | Telewizja Polsat Sp. z o.o.                                                        | Polska         | polski             | brak       | brak                | edukacyjno-naukowy          | 24 godziny        | tak       | nie   | 16:9 HDTV     | DVB-T2             | HEVC        |
| 19     | TVP Polonia                                  |      | MUX 6         | 24 października 1992/31 marca 1993         | Telewizja Polska S.A.                                                              | Polska         | polski             | brak       | polskie             | polonijny                   | 24 godziny        | tak       | tak   | 16:9 HDTV     | DVB-T2             | HEVC        |
| 20     | TVP Nauka                                    |      | MUX 6         | 3 października 2022                        | Telewizja Polska S.A.                                                              | Polska         | polski             | brak       | polskie             | naukowy                     | 24 godziny        | nie       | nie   | 16:9 HDTV     | DVB-T2             | HEVC        |
| 24     | TVP Dokument                                 |      | MUX 6         | 19 listopada 2020                          | Telewizja Polska S.A.                                                              | Polska         | polski             | brak       | polskie             | dokumentalny                | 06:00-03:00       | nie       | nie   | 16:9 HDTV     | DVB-T2             | HEVC        |
| 27     | TVP Rozrywka                                 |      | MUX 6         | 15 kwietnia 2013                           | Telewizja Polska S.A.                                                              | Polska         | polski             | brak       | polskie             | rozrywkowy                  | 06:15-04:30       | nie       | tak   | 16:9 HDTV     | DVB-T2             | HEVC        |
| 28     | Alfa TVP                                     |      | MUX 6         | 24 stycznia 2023                           | Telewizja Polska S.A.                                                              | Polska         | polski             | brak       | polskie             | młodzieżowy                 | 06:00-00:00       | nie       | tak   | 16:9 HDTV     | DVB-T2             | HEVC        |
| 29     | TVP ABC                                      |      | MUX 3         | 15 lutego 2014                             | Telewizja Polska S.A.                                                              | Polska         | polski             | brak       | polskie             | dziecięcy                   | 04:30-00:00       | nie       | tak   | 16:9 HDTV     | DVB-T2             | HEVC        |
| 30     | TVP Kultura                                  |      | MUX 3         | 24 kwietnia 2005                           | Telewizja Polska S.A.                                                              | Polska         | polski, oryginalny | brak       | polskie             | kulturalny, filmowy         | 07:00-05:50       | nie       | tak   | 16:9 HDTV     | DVB-T2             | HEVC        |
| 31     | TVP Historia                                 |      | MUX 3         | 3 maja 2007                                | Telewizja Polska S.A.                                                              | Polska         | polski             | polskie    | polskie             | dokumentalny                | 06:50-03:00       | tak       | tak   | 16:9 HDTV     | DVB-T2             | HEVC        |
| 32     | TVP Sport                                    |      | MUX 3         | 18 listopada 2006                          | Telewizja Polska S.A.                                                              | Polska         | polski             | brak       | polskie             | sportowy                    | 05:30-05:20       | nie       | tak   | 16:9 HDTV     | DVB-T2             | HEVC        |
| 33     | TVP World                                    |      | MUX 6         | 24 października 2022                       | Telewizja Polska S.A.                                                              | Polska         | angielski          | brak       | brak                | informacyjny                | całodobowy        | nie       | tak   | 16:9 HDTV     | DVB-T2             | HEVC        |
| 34     | TVP Info                                     |      | MUX 3         | 6 października 2007/30 września 2016 (HD)  | Telewizja Polska S.A.                                                              | Polska         | polski             | brak       | polskie             | informacyjny                | 24 godziny        | nie       | tak   | 16:9 HDTV     | DVB-T2             | HEVC        |
| 35     | TVP Kobieta                                  |      | MUX 6         | 8 marca 2021                               | Telewizja Polska S.A.                                                              | Polska         | polski             | brak       | polskie             | poradnikowy                 | 24 godziny        | nie       | nie   | 16:9 HDTV     | DVB-T2             | HEVC        |
| 36     | Biełsat TV                                   |      | MUX 6         | 24 stycznia 2023                           | Telewizja Polska S.A.                                                              | Polska         | białoruski         | brak       | brak                | ogólnotematyczny            | 24 godziny        | nie       | nie   | 16:9 HDTV     | DVB-T2             | HEVC        |
| 38     | Metro                                        |      | MUX 8         | 2 grudnia 2016                             | TVN Discovery Polska                                                               | Polska         | polski             | brak       | polskie             | ogólny                      | 24 godziny        | nie       | tak   | 16:9 SDTV     | DVB-T              | MPEG-4      |
| 39     | Zoom TV                                      |      | MUX 8         | 25 października 2016                       | Kino Polska TV S.A. i SPI International Polska                                     | Polska         | polski             | brak       | polskie             | ogólny                      | 24 godziny        | nie       | nie   | 16:9 SDTV     | DVB-T              | MPEG-4      |
| 40     | Nowa TV                                      |      | MUX 8         | 9 listopada 2016                           | Telewizja Polsat Sp. z o.o.                                                        | Polska         | polski             | polskie    | brak                | ogólny                      | 24 godziny        | nie       | nie   | 16:9 SDTV     | DVB-T              | MPEG-4      |
| 41     | WP                                           |      | MUX 8         | 2 grudnia 2016                             | Wirtualna Polska Holding S.A.                                                      | Polska         | polski             | brak       | brak                | ogólny                      | 24 godziny        | nie       | nie   | 16:9 SDTV     | DVB-T              | MPEG-4      |
| 49     | Wydarzenia 24                                |      | MUX 1         | 1 września 2021                            | Telewizja Polsat Sp. z o.o.                                                        | Polska         | polski             | polskie    | brak                | informacyjny                | 24 godziny        | nie       | nie   | 16:9 HDTV     | DVB-T2             | HEVC        |
| 50     | ViDoc TV (nadawanie zawieszone 14.02.2025r.) |      | MUX 8         | 15 marca 2024                              | Red Carpet Media Group S.A.                                                        | Polska         | polski             | brak       | brak                | ogólny                      | 24 godziny        | nie       | nie   | 16:9 SDTV     | DVB-T              | MPEG-4      |
| 51     | Republika                                    |      | MUX 8         | 10 kwietnia 2013 / 12 lipca 2024           | Telewizja Republika                                                                | Polska         | polski             | brak       | brak                | informacyjno-publicystyczny | 24 godziny        | nie       | nie   | 16:9 SDTV     | DVB-T              | MPEG-4      |
| 52     | wPolsce24                                    |      | MUX 8         | 2 września 2024                            | Fratria Sp. z o.o.                                                                 | Polska         | polski             | brak       | brak                | informacyjny                | 24 godziny        | nie       | nie   | 16:9 SDTV     | DVB-T              | MPEG-4      |
| 86     | CDA Premium                                  |      | MUX 8         | 1 marca 2023                               | CDA Premium                                                                        | Polska         | polski             | brak       | polskie             | serwis HbbTV                | 24 godziny        | nie       | tak   | –             | DVB-T, HbbTV       | MPEG-4      |
| 87     | Sklep Kapitan.pl                             |      | MUX 8         | 15 maja 2024                               | CDA Premium                                                                        | Polska         | polski             | brak       | polskie             | serwis HbbTV                | 24 godziny        | nie       | tak   | –             | DVB-T, HbbTV       | MPEG-4      |
| 88     | TVP GO                                       |      | MUX 3         | listopad 2021                              | Telewizja Polska S.A.                                                              | Polska         | polski             | brak       | polskie             | serwis HbbTV                | 24 godziny        | nie       | tak   | –             | DVB-T, HbbTV       | MPEG-4      |
| 89     | Legia TV (serwis usunięty 13.01.2025r.)      |      | MUX 8         | –                                          | Legia Warszawa S.A.                                                                | Polska         | polski             | brak       | brak                | sportowy                    | 24 godziny        | nie       | tak   | –             | DVB-T, HbbTV       | MPEG-4      |
| 90     | EWTN Polska (serwis usunięty 28.02.2025r.)   |      | MUX 8         | 15 sierpnia 1981                           | Eternal Word Television Network, Inc.                                              | Polska         | polski             | brak       | brak                | religijny                   | 24 godziny        | nie       | nie   | 16:9 HDTV     | DVB-T, HbbTV       | MPEG-4      |
| 91     | TVP World                                    |      | MUX 3         | 18 listopada 2021                          | Plansze HbbTV (TVP)                                                                | Polska         | angielski          | brak       | brak                | informacyjny                | 24 godziny        | nie       | tak   | 16:9 SDTV     | DVB-T, HbbTV       | MPEG-4      |
| 92     | TVP ABC 2                                    |      | MUX 3         | 23 marca 2020                              | Plansze HbbTV (TVP)                                                                | Polska         | polski             | brak       | brak                | dziecięcy                   | 9:00 – 17:00      | nie       | tak   | –             | DVB-T, HbbTV       | MPEG-4      |
| 93     | TVP Historia 2                               |      | MUX 3         | 1 marca 2021                               | Plansze HbbTV (TVP)                                                                | Polska         | polski             | brak       | brak                | historyczny                 | 7:00 – 4:00       | nie       | tak   | –             | DVB-T, HbbTV       | MPEG-4      |
| 94     | TVP Kultura 2                                |      | MUX 3         | 26 czerwca 2020                            | Plansze HbbTV (TVP)                                                                | Polska         | polski             | brak       | brak                | kultura                     | 8:00 – 0:00       | nie       | tak   | –             | DVB-T, HbbTV       | MPEG-4      |
| 95     | UA:Perszyj → test 95                         |      | MUX 8         | 20 stycznia 1965                           | Plansze HbbTV (TVP)                                                                | Ukraina        | ukraiński          | brak       | brak                | ogólny                      | 24 godziny        | nie       | tak   | 16:9 SDTV     | DVB-T, HbbTV       | MPEG-4      |
| 96     | test5 → test 96                              |      | MUX 8         | –                                          | Plansze kontrolne Emitela                                                          | –              | –                  | –          | –                   | –                           | –                 | –         | nie   | –             | DVB-T              |             |
| 97     | test6 → test 97                              |      | MUX 8         | –                                          | Plansze kontrolne Emitela                                                          | –              | –                  | –          | –                   | –                           | –                 | –         | nie   | –             | DVB-T              |             |
| 98     | EmiRadio                                     |      | MUX 8         | 2021                                       | Emitel S.A.                                                                        | ?              | ?                  | ?          | –                   | platforma HbbTV             | 24 godziny        | ?         | tak   | –             | DVB-T, HbbTV       |             |
| 99     | EmiTV                                        |      | MUX 8         | 2018 (?)                                   | Emitel S.A.                                                                        | ?              | ?                  | ?          | –                   | platforma HbbTV             | 24 godziny        | ?         | tak   | ?             | DVB-T, HbbTV       |             |
| 118    | Polsat News Polityka                         |      | MUX 4         | 9 stycznia 2024                            | Telewizja Polsat Sp. z o.o.                                                        | Polska         | polski             | polskie    | brak                | informacyjny                | 24 godziny        | nie       | nie   | 16:9 HDTV     | DVB-T2             | HEVC        |
| 211    | test211                                      |      | MUX 8         | –                                          | Plansze kontrolne Emitela                                                          | –              | –                  | –          | –                   | –                           | –                 | –         | nie   | –             | DVB-T              |             |
| 212    | test212                                      |      | MUX 8         | –                                          | Plansze kontrolne Emitela                                                          | –              | –                  | –          | –                   | –                           | –                 | –         | nie   | –             | DVB-T              |             |
| 213    | test213                                      |      | MUX 8         | –                                          | Plansze kontrolne Emitela                                                          | –              | –                  | –          | –                   | –                           | –                 | –         | nie   | –             | DVB-T              |             |
| 214    | test214                                      |      | MUX 8         | –                                          | Plansze kontrolne Emitela                                                          | –              | –                  | –          | –                   | –                           | –                 | –         | nie   | –             | DVB-T              |             |
| 215    | test215                                      |      | MUX 8         | –                                          | Plansze kontrolne Emitela                                                          | –              | –                  | –          | –                   | –                           | –                 | –         | nie   | –             | DVB-T              |             |
| 333    | Polsat HbbTV                                 |      | MUX 4         | wrzesień/październik 2022                  | Telewizja Polsat Sp. z o.o.                                                        | Polska         | polski             | brak       | –                   | serwis HbbTV                | 24 godziny        | nie       | tak   | –             | DVB-T2, HbbTV      | HEVC        |

## Lista bezpłatnych stacji TV nadawanych na multipleksach lokalnych
Obecna lista programów to (stan na: 24.07.2025):
Ostatnia aktualizacja: TVT na MUX L7.
| Nr LCN | Nazwa programu                                                | Logo | Multipleks     | Data startu                      | Nadawca                                                                 | Kraj nadawania | Język / Dźwięk | Napisy TXT | Napisy DVB | Typ                            | Godziny nadawania | Teletekst | HbbTV | Format obrazu       | Standard nadawania | Kompresja   |
| ------ | ------------------------------------------------------------- | ---- | -------------- | -------------------------------- | ----------------------------------------------------------------------- | -------------- | -------------- | ---------- | ---------- | ------------------------------ | ----------------- | --------- | ----- | ------------------- | ------------------ | ----------- |
| 21     | Top Kids Jr (Junior Music)                                    |      | MUX L1, L3, L4 | 16 kwietnia 2019                 | MWE Networks                                                            | Polska         | polski         | brak       | brak       | muzyczny dla dzieci            | 24 godziny        | nie       | nie   | 16:9 SDTV           | DVB-T2             | HEVC        |
| 21     | Polsat                                                        |      | MUX L7, BCAST  | 5 grudnia 1992                   | Telewizja Polsat Sp. z o.o.                                             | Polska         | polski         | polskie    | polskie    | ogólny                         | 24 godziny        | tak       | tak   | 16:9 HDTV           | DVB-T DVB-T2       | HEVC        |
| 22     | Home TV                                                       |      | MUX L1, L3, L4 | 19 grudnia 2010                  | MWE Networks                                                            | Polska         | polski         | brak       | brak       | o domach/ogrodniczy            | 24 godziny        | nie       | nie   | 16:9 SDTV           | DVB-T DVB-T2       | MPEG-4 HEVC |
| 22     | TVT                                                           |      | MUX L2         | 15 maja 2007                     | Telewizja TVT Sp. z o.o.                                                | Polska         | polski         | brak       | brak       | regionalny (śląskie)           | 24 godziny        | nie       | nie   | 16:9 HDTV           | DVB-T2             | HEVC        |
| 22     | TV Regionalna                                                 |      | MUX L7         | 1990/28 września 2015            | TVL Sp. z o.o. (producent programu)/Fundacja GIA DINH (koncesjonariusz) | Polska         | polski         | brak       | polskie    | ogólny                         | 24 godziny        | nie       | nie   | 16:9 SDTV           | DVB-T              | MPEG-4      |
| 22     | Nowa TV HD                                                    |      | MUX BCAST      | 9 listopada 2016                 | Telewizja Polsat Sp. z o.o.                                             | Polska         | polski         | polskie    | brak       | ogólny                         | 24 godziny        | nie       | nie   | 16:9 HDTV           | DVB-T DVB-T2       | MPEG-4 HEVC |
| 23     | TVC Super                                                     |      | MUX L1, L4     | 8 kwietnia 2024                  | MWE Networks                                                            | Polska         | polski         | brak       | brak       | ogólny                         | 24 godziny        | nie       | nie   | 16:9 HDTV           | DVB-T2             | HEVC        |
| 23     | TV Republika Plus                                             |      | MUX L2         | 10 sierpnia 2024                 | Telewizja Republika                                                     | Polska         | polski         | brak       | brak       | informacyjno-publicystyczny    | 24 godziny        | nie       | nie   | 16:9 SDTV           | DVB-T2             | HEVC        |
| 23     | TVC                                                           |      | MUX L3         | 1994/1 grudnia 2020              | MWE Networks                                                            | Polska         | polski         | brak       | brak       | regionalny (łódzkie)           | 24 godziny        | nie       | nie   | 4:3/16:9 HDTV       | DVB-T DVB-T2       | MPEG-4 HEVC |
| 23     | Telewizja Republika                                           |      | MUX L7         | 10 kwietnia 2013                 | Telewizja Republika                                                     | Polska         | polski         | brak       | brak       | informacyjno-publicystyczny    | 24 godziny        | nie       | nie   | 16:9 SDTV           | DVB-T              | HEVC        |
| 23     | TV Okazje                                                     |      | MUX BCAST      | 2 października 2017              | TVO Sp. z o.o.                                                          | Polska         | polski         | brak       | brak       | telezakupy                     | 24 godziny        | nie       | nie   | 16:9 HDTV           | DVB-T2             | HEVC        |
| 25     | Filmax                                                        |      | MUX L1, L4     | 30 grudnia 2020                  | MWE Networks                                                            | Polska         | polski         | brak       | brak       | filmowy                        | 24 godziny        | nie       | nie   | 16:9 SDTV HDTV      | DVB-T DVB-T2       | MPEG-4 HEVC |
| 25     | Stars.TV                                                      |      | MUX L2, BCAST  | 19 października 2012             | JBD S.A.                                                                | Polska         | polski         | brak       | brak       | muzyczny                       | 24 godziny        | nie       | nie   | 16:9 SDTV           | DVB-T DVB-T2       | MPEG-4 HEVC |
| 25     | TVC Super                                                     |      | MUX L3         | 8 kwietnia 2024                  | MWE Networks                                                            | Polska         | polski         | brak       | brak       | ogólny                         | 24 godziny        | nie       | nie   | 16:9 HDTV           | DVB-T2             | HEVC        |
| 25     | Nowa TV HD                                                    |      | MUX L7         | 9 listopada 2016                 | Telewizja Polsat Sp. z o.o.                                             | Polska         | polski         | polskie    | brak       | ogólny                         | 24 godziny        | nie       | nie   | 16:9 HDTV           | DVB-T              | HEVC HEVC   |
| 26     | Pogoda TV                                                     |      | MUX L1, L3, L4 |                                  | MWE Networks                                                            | Polska         | polski         | brak       | brak       |                                | 24 godziny        | nie       | nie   |                     |                    |             |
| 26     | TV Okazje                                                     |      | MUX L7         | 2 października 2017              | TVO Sp. z o.o.                                                          | Polska         | polski         | brak       | brak       | telezakupy                     | 24 godziny        | nie       | nie   | 16:9 HDTV           | DVB-T              | HEVC        |
| 37     | Polsat                                                        |      | MUX L4         | 5 grudnia 1992                   | Telewizja Polsat Sp. z o.o.                                             | Polska         | polski         | polskie    | polskie    | ogólny                         | 24 godziny        | tak       | tak   | 16:9 HDTV           | DVB-T DVB-T2       | MPEG-4 HEVC |
| 42     | TV Okazje                                                     |      | MUX L1, L3, L4 | 2 października 2017              | TVO Sp. z o.o.                                                          | Polska         | polski         | brak       | brak       | telezakupy                     | 24 godziny        | nie       | nie   | 16:9 HDTV           | DVB-T2             | HEVC        |
| 43     | TVC                                                           |      | MUX L1         | 1994/1 grudnia 2020              | MWE Networks                                                            | Polska         | polski         | brak       | brak       | regionalny (łódzkie)           | 24 godziny        | nie       | nie   | 4:3/16:9 HDTV       | DVB-T DVB-T2       | MPEG-4 HEVC |
| 44     | TVT                                                           |      | MUX L7         | 15 maja 2007                     | Telewizja TVT Sp. z o.o.                                                | Polska         | polski         | brak       | brak       | regionalny (śląskie)           | 24 godziny        | nie       | nie   | 960x540 (qHD)       | DVB-T              | HEVC        |
| 48     | Stars.TV                                                      |      | MUX L4         | 19 października 2012             | JBD S.A.                                                                | Polska         | polski         | brak       | brak       | muzyczny                       | 24 godziny        | nie       | nie   | 16:9 HDTV           | DVB-T2             | HEVC        |
| 53     | Telewizja Republika                                           |      | MUX L2         | 10 kwietnia 2013                 | Telewizja Republika                                                     | Polska         | polski         | brak       | brak       | informacyjno-publicystyczny    | 24 godziny        | nie       | nie   | 16:9 SDTV           | DVB-T2             | HEVC        |
| 53     | Filmax                                                        |      | MUX L3         | 30 grudnia 2020                  | MWE Networks                                                            | Polska         | polski         | brak       | brak       | filmowy                        | 24 godziny        | nie       | nie   | 16:9 SDTV HDTV      | DVB-T DVB-T2       | MPEG-4 HEVC |
| 55     | Echo24                                                        |      | MUX L1, L4     | 3 października 2016/2 lipca 2019 | MWE Networks                                                            | Polska         | polski         | brak       | brak       | lokalny (część dolnośląskiego) | 24 godziny        | nie       | nie   | 16:9 SDTV 16:9 HDTV | DVB-T DVB-T2       | MPEG-4 HEVC |
| 55     | TVT                                                           |      | MUX L2         | 15 maja 2007                     | Telewizja TVT Sp. z o.o.                                                | Polska         | polski         | brak       | brak       | regionalny (śląskie)           | 24 godziny        | nie       | nie   | 16:9 HDTV           | DVB-T2             | HEVC        |
| 56     | Nowa TV                                                       |      | MUX L2         | 9 listopada 2016                 | Telewizja Polsat Sp. z o.o.                                             | Polska         | polski         | polskie    | brak       | ogólny                         | 24 godziny        | nie       | nie   | 16:9 SDTV           | DVB-T              | HEVC        |
| 57     | Dolce Vita TV                                                 |      | MUX L2         |                                  |                                                                         | Polska         | polski         | brak       | brak       | styl życia                     | 24 godziny        | nie       | nie   | 16:9 HDTV           | DVB-T2             | HEVC        |
| 57     | EWTN Polska (nadawanie zawieszone w całej NTC od 1.04.2025r.) |      | MUX L7, BCAST  | 15 sierpnia 1981                 | Eternal Word Television Network, Inc.                                   | Polska         | polski         | brak       | brak       | religijny                      | 24 godziny        | nie       | nie   | 16:9 HDTV           | DVB-T2             | HEVC        |
| 58     | Stars.TV                                                      |      | MUX L1, L3     | 19 października 2012             | JBD S.A.                                                                | Polska         | polski         | brak       | brak       | muzyczny                       | 24 godziny        | nie       | nie   | 16:9 HDTV           | DVB-T2             | HEVC        |
| 58     | Wydarzenia 24                                                 |      | MUX L2         | 1 września 2021                  | Telewizja Polsat Sp. z o.o.                                             | Polska         | polski         | polskie    | brak       | informacyjny                   | 24 godziny        | nie       | nie   | 16:9 SDTV           | DVB-T              | HEVC        |
| 59     | TV Okazje                                                     |      | MUX L2         | 2 października 2017              | TVO Sp. z o.o.                                                          | Polska         | polski         | brak       | brak       | telezakupy                     | 24 godziny        | nie       | nie   | 16:9 HDTV           | DVB-T2             | HEVC        |
| 60     | TV Dami Jelenia Góra / TV Bolesławiec                         |      | MUX L1         | 1999 / 1991                      |                                                                         | Polska         | polski         | brak       | brak       | lokalny                        |                   | nie       | nie   | 16:9 SDTV           | DVB-T2             | HEVC        |
| 61     | TVT Zgorzelec                                                 |      | MUX L1         | 1 lutego 2012                    | Telewizja Regionalna TVT                                                | Polska         | polski         | brak       | brak       | lokalny                        |                   | nie       | nie   | 16:9 SDTV           | DVB-T2             | HEVC        |
| 74     | Power TV HD                                                   |      | MUX L1, L3, L4 | 19 listopada 2013                | MWE Networks                                                            | Polska         | polski         | brak       | brak       | muzyczny                       | 24 godziny        | nie       | nie   | 16:9 HDTV           | DVB-T2             | HEVC        |
| 76     | Szlagier TV                                                   |      | MUX L1, L3, L4 |                                  | MWE Networks                                                            | Polska         | polski         | brak       | brak       | muzyczny                       | 24 godziny        | nie       | nie   | 16:9 SDTV           | DVB-T2             | HEVC        |
| 100    | LRT Lituanica                                                 |      | MUX L-Suwałki  | 23 września 2007/28 lipca 2012   | LRT                                                                     | Litwa          | litewski       | brak       | brak       | ogólny                         | 24 godziny        | tak       | nie   | 16:9 SDTV           | DVB-T              | MPEG-4      |

    Programy, które są w emisji testowej.

## Lista płatnych stacji TV

### MultipleksCyfrowego Polsatu(MUX 4, dawniejTV Mobilna)
Kolejny multipleks został uruchomiony przez Cyfrowy Polsat na częstotliwościach początkowo przeznaczonych dla telewizji mobilnej w standardzie DVB-H. W dokumentach bywa określany jako IV multipleks telewizyjny.
W 2009 roku Urząd Komunikacji Elektronicznej przeprowadził konkurs na rezerwację częstotliwości, na których planowano nadawanie telewizji w standardzie DVB-H. W konkursie zwyciężyła firma Info-TV-FM, wygrywając z powołaną przez polskich operatorów telefonii komórkowej spółką o nazwie Mobile TV. W 2011 roku, decyzją UKE, na prośbę spółki zmieniono decyzję rezerwacyjną, zezwalając na nadawanie technologii mobilnej w technologiach innych niż DVB-H. Spotkało się to ze sprzeciwem Polskiej Izby Informatyki i Telekomunikacji, jednak przez UKE został on uznany za bezpodstawny.
W 2012 roku całość udziałów w spółce Info-TV-FM przejął Cyfrowy Polsat. 4 czerwca 2012 uruchomiono kodowany multipleks DVB-T, który znalazł się w ofercie Cyfrowego Polsatu pod marką TV Mobilna. Usługa ta była reklamowana jest jako pozwalająca „oglądać te same kanały w domu i poza domem” w ramach jednego abonamentu.
W 2022 roku w związku ze zmianą standardu nadawania telewizji naziemnej w Polsce na DVB-T2 Cyfrowy Polsat zrezygnował z usługi TV Mobilna na rzecz nowej oferty, do której można uzyskać dostęp wykupując specjalny dekoder.

## Lista kanałów MUX 4
Obecna lista programów zawiera (stan na: 02.07.2024):

### Programy telewizyjne
| Nr LCN | Nazwa programu       | Logo | Data rozpoczęcia          | Nadawca                     | Napisy  | Typ                    | Godziny nadawania | Teletekst | HbbTV | Format obrazu | Szyfrowanie  |
| ------ | -------------------- | ---- | ------------------------- | --------------------------- | ------- | ---------------------- | ----------------- | --------- | ----- | ------------- | ------------ |
| 110    | Polsat Sport 1       |      | 11 sierpnia 2000          | Telewizja Polsat Sp. z o.o. | polskie | sportowy               | 03:00-06:00       | nie       | nie   | 16:9 HDTV     | tak (Irdeto) |
| 111    | Polsat Sport 2       |      | 15 października 2005      | Telewizja Polsat Sp. z o.o. | polskie | sportowy               | 03:00-06:00       | nie       | nie   | 16:9 HDTV     | tak (Irdeto) |
| 112    | Eurosport 1          |      | 5 lutego 1989             | TVN Warner Bros. Discovery  | brak    | sportowy               | 24 godziny        | tak       | nie   | 16:9 HDTV     | tak (Irdeto) |
| 113    | Eurosport 2          |      | 10 stycznia 2005          | TVN Warner Bros. Discovery  | brak    | sportowy               | 24 godziny        | tak       | nie   | 16:9 HDTV     | tak (Irdeto) |
| 114    | Eleven Sports 1      |      | 2 sierpnia 2015           | Telewizja Polsat Sp. z o.o. | brak    | sportowy               | 24 godziny        | nie       | nie   | 16:9 HDTV     | tak (Irdeto) |
| 115    | Eleven Sports 2      |      | 22 sierpnia 2015          | Telewizja Polsat Sp. z o.o. | brak    | sportowy               | 24 godziny        | nie       | nie   | 16:9 HDTV     | tak (Irdeto) |
| 116    | TVN Turbo            |      | 12 grudnia 2003           | TVN S.A.                    | b.d.    | motoryzacyjny          | 24 godziny        | tak       | nie   | 16:9 HDTV     | tak (Irdeto) |
| 117    | TVN Style            |      | 1 sierpnia 2004           | TVN S.A.                    | polskie | lifestyle (dla kobiet) | 24 godziny        | tak       | nie   | 16:9 HDTV     | tak (Irdeto) |
| 118    | Polsat News Polityka |      | 9 stycznia 2024           | Telewizja Polsat Sp. z o.o. | polskie | informacyjny           | 24 godziny        | nie       | nie   | 16:9 HDTV     | nie (FTA)    |
| 119    | Polsat News          |      | 7 czerwca 2008            | Telewizja Polsat Sp. z o.o. | polskie | informacyjny           | 24 godziny        | nie       | nie   | 16:9 HDTV     | tak (Irdeto) |
| 120    | TVN24                |      | 9 sierpnia 2001           | TVN S.A.                    | polskie | informacyjny           | 24 godziny        | nie       | nie   | 16:9 HDTV     | tak (Irdeto) |
| 333    | Polsat HbbTV         |      | wrzesień/październik 2022 | Telewizja Polsat Sp. z o.o. | brak    | serwis HbbTV           | 24 godziny        | nie       | tak   | 16:9 HDTV     | nie (FTA)    |

### Programy radiowe
| Nr LCN | Nazwa programu          | Logo | Data startu          | Nadawca                                        | Język             | Szyfrowanie  |
| ------ | ----------------------- | ---- | -------------------- | ---------------------------------------------- | ----------------- | ------------ |
| 900    | RMF FM                  |      | 15 stycznia 1990     | Grupa RMF Sp. z o.o. Sp. k.                    | polski            | tak (Irdeto) |
| 901    | RMF MAXX                |      | 27 września 2004     | Grupa RMF Sp. z o.o. Sp. k.                    | polski            | tak (Irdeto) |
| 902    | Antyradio               |      | 1 czerwca 2005       | Eurozet Sp. z o.o.                             | polski            | tak (Irdeto) |
| 903    | Eska Rock               |      | 2 lipca 2024         | Time S.A. (Muzo.fm Sp. z o.o.)                 | polski            | tak (Irdeto) |
| 904    | Radio Zet               |      | 28 września 1990     | Eurozet Sp. z o.o.                             | polski            | tak (Irdeto) |
| 905    | Radio Złote Przeboje    |      | 1997                 | Grupa Radiowa Agory Sp. z o.o.                 | polski            | tak (Irdeto) |
| 906    | Radio Plus              |      | 1992                 | Eurozet Sp. z o.o. i Time S.A.                 | polski            | tak (Irdeto) |
| 907    | Vox FM                  |      | 31 października 2005 | Time S.A.                                      | polski            | tak (Irdeto) |
| 908    | Tok FM                  |      | 1998                 | Grupa Radiowa Agory Sp. z o.o.                 | polski            | tak (Irdeto) |
| 909    | Rock Radio              |      | 31 stycznia 2014     | Grupa Radiowa Agory Sp. z o.o.                 | polski            | tak (Irdeto) |
| 910    | Eska Rock Warszawa      |      | 22 listopada 2004    | Time S.A.                                      | polski            | tak (Irdeto) |
| 911    | Radio Wielkopolska      |      | październik 2019     | K2 WIN Sp. z.o.o.                              | polski            | tak (Irdeto) |
| 912    | Radio Bezpieczna Podróż |      | marzec 2020          | Fundacja Emanio Arcus                          | polski            | tak (Irdeto) |
| 913    | Radio Rekord FM Radom   |      | 1994                 | Radio Rekord FM S.A.                           | polski            | tak (Irdeto) |
| 914    | Radio Kolor             |      | 1993                 | MFM Sp. z o.o.                                 | polski            | tak (Irdeto) |
| 915    | Radio Kaszëbë           |      | 18 grudnia 2004      | Stowarzyszenie Ziemia Pucka                    | polski, kaszubski | tak (Irdeto) |
| 916    | Radio Jasna Góra        |      | 1995                 | Klasztor OO. Paulinów Jasna Góra – Częstochowa | polski            | tak (Irdeto) |

    – kanał zakodowany
Ostatnia aktualizacja: stacja radiowa Muzo.fm została zastąpiona przez radio Eska Rock; stacja Eska Rock (LCN 910) zmieniła nazwę na Eska Rock Warszawa.

## Krytyka i kontrowersje
Główne kontrowersje związane były z faktem, że na dzień 26 kwietnia 2011 trzy z czterech wybranych w konkursie dotyczącym MUX1 stacji nie nadawały żadną dostępną drogą rozsiewczą. W późniejszym okresie SPI zrezygnowało z miejsca w MUX1 i zostało ono przyznane kanałowi PoloTV, należącemu do ZPR S.A. Stacja U-TV w momencie rozpoczęcia emisji zmieniła nazwę na TTV.
Przy udzielaniu koncesji KRRiTV miała kierować się różnorodnością programową oraz konkurencyjnością. Tymczasem większość nowych programów dopuszczonych do cyfrowego nadawania naziemnego ma podobny i wybitnie powtórkowy charakter (TVN7 i TTV korzystają z biblioteki programowej głównego kanału TVN, również na kanałach TV6 i Puls 2 można obejrzeć wiele programów emitowanych wcześniej odpowiednio na TV4 i TV Puls, natomiast jedyny kanał sportowy dostępny wcześniej w telewizji cyfrowej Polsat Sport News najczęściej emituje powtórki z pozostałych anten sportowych Polsatu, czyli Polsatu Sport i Polsatu Sport Extra, a programy telewizji publicznej często emitują programy z archiwum TVP). Z czasem kanał Polsat Sport News został zastąpiony kanałem Super Polsat, będący kolejnym kanałem powtórkowym anten Polsatu.
Brak przejrzystości podczas przyznawania koncesji spowodował nieprzyznanie jej niektórym nadawcom z powodów finansowych, tymczasem dopuszcza się sytuację, w której po wystartowaniu multipleksu dotychczasowi nadawcy nie wykorzystują przyznanych częstotliwości, w miejscu których nadawane są plansze kontrolne. Wszystko to spowodowało, że nawet Helsińska Fundacja Praw Człowieka zgłosiła wiele zastrzeżeń i pytań do KRRiTV, a znawcy rynku  zastanawiają się, czy nie zainteresować sprawą NIK oraz CBA.
W 2011–2012 wybuchły protesty przeciwko decyzji KRRiT o nieprzyznaniu koncesji na nadawanie na MUX-1 TV Trwam, prowadzonej przez fundację Lux Veritatis. 25 maja wojewódzki sąd administracyjny w Warszawie oddalił skargę Fundacji, wypowiadając się po stronie Rady. Wyrok jest nieprawomocny, Założyciel Fundacji, o. Tadeusz Rydzyk zapowiedział wniesienie skargi kasacyjnej do Naczelnego Sądu Administracyjnego.
Fakt pojawienia się w multipleksach podstawowych kanałów telewizyjnych, wywołał obawy u operatorów płatnej telewizji, gdyż jakoby miałoby to negatywnie się odbić na ich rentowności.

## Koszty kampanii informacyjnych i brak dofinansowania
Na kampanię informującą o cyfryzacji naziemnej telewizji wydano łącznie przez trzy lata nieco ponad 5 mln zł, do tego doszedł darmowy czas antenowy w telewizji. Nie zdecydowano się na dofinansowanie zakupu dekoderów tv.